# Víctimas de la guerra Israel-Gaza (2023-presente)
- Un bebé recién nacido murió como resultado de un ataque aéreo israelí.
- Palestinos heridos por un ataque aéreo israelí en Deir el-Balah, Franja de Gaza.
- Entrevistas en video realizadas a varios sobrevivientes de los ataques aéreos israelíes de octubre de 2023.
- Un niño herido recibe tratamiento en el Hospital de los Mártires de Al-Aqsa tras el ataque aéreo israelí al campo de refugiados de Nuseirat, Franja de Gaza.

Según cifras oficiales del Ministerio de Salud de Gaza y de las autoridades israelíes, hasta el 18 de agosto de 2025, más de 62 000 personas (61 827 palestinos y 1706 israelíes) habían muerto en la guerra de Gaza —descrito por numerosas fuentes como un genocidio—. Entre los muertos se cuentan unos 1600 trabajadores sanitarios, 310 trabajadores de la UNRWA —el mayor número de muertos en la historia de la ONU—, 120 académicos y más de 237 periodistas. Se cree que hay miles de cadáveres más bajo los escombros de los edificios destruidos. Una serie de estudios académicos han estimado que el 80 % de los palestinos muertos son civiles. Un estudio de la OACDH, que verificó las muertes de tres fuentes independientes, encontró que el 70 % de los palestinos muertos en edificios residenciales o viviendas similares eran mujeres y niños.
La gran mayoría de las víctimas de la guerra han tenido lugar en la Franja de Gaza, donde los bombardeos que Israel ha lanzado  han provocado la muerte de al menos 61 827 personas, en su gran mayoría civiles, entre ellos al menos 18 430 niños y más de 10 000 mujeres (en torno al 72 %), a los que se suman más de 155 886 heridos (incluidos al menos 40 500 niños y 19 000 mujeres) y más de 14 400 desaparecidos, lo que elevaría la cifra de fallecidos aún más, entre ellos 4400 mujeres y niños, Se trata de la mayor pérdida de vidas humanas desde que se tiene registro de conflictos entre Palestina e Israel, siendo las mujeres y los niños las principales víctimas de los ataques israelíes. Save the Children calculaba a mediados de abril que 26 000 niños gazatíes habían muerto o resultado heridos por los ataques israelíes. Con más de mil casos, este conflicto ha causado el mayor número de amputaciones pediátricas de la historia. Por su parte en Cisjordania, donde no opera Hamás, los ataques del Ejército israelí y la violencia de los colonos israelíes radicales han provocado la muerte de al menos 1004 personas (incluidos 213 niños) y heridas a otras 16 104 personas (incluidos 2503 niños).
Algunas de las acciones militares de Israel en territorio palestino han sido blanco de críticas de parte de la comunidad internacional por constituir violaciones al derecho internacional humanitario calificables como crímenes de guerra y de lesa humanidad, entre las que se cuentan el empleo contra población civil de armamento prohibido por tratados internacionales, incluido el uso de munición de fósforo blanco, el asesinato de miembros del personal civil de organismos internacionales que cumplían funciones humanitarias, el «cerco total» y corte de suministros a la población civil como «castigo colectivo» y la orden de evacuación de civiles bajo amenaza de un ataque inminente, sin que existan lugares seguros donde ir ni una forma segura de llegar. Todo esto ha provocado el desplazamiento forzado de 1,9 millones de gazatíes, más del 75 % de la población, (incluidos 893 000 niños) siendo el mayor desplazamiento sufrido en su historia reciente, y al que la Organización de las Naciones Unidas ya ha catalogado como un crimen de guerra y contra la humanidad.
Según una carta enviada al presidente de Estados Unidos, Joe Biden, a la vicepresidenta Kamala Harris y a otros el 2 de octubre de 2024 por 99 trabajadores sanitarios estadounidenses que han prestado servicios en la Franja de Gaza desde el 7 de octubre de 2023, basada en los estándares de la Clasificación Integrada de las Fases de la Seguridad Alimentaria y citada en un estudio del Instituto Watson de Asuntos Internacionales y Públicos de la Universidad Brown, la estimación más conservadora que pudieron calcular con base en los datos disponibles fue de al menos 62 413 muertes en Gaza por inanición (la mayoría de ellas niños pequeños) y al menos 5000 muertes por falta de acceso a la atención de enfermedades crónicas.

## Palestina
| Eventos                          | Fallecidos | Civiles | Civiles | Civiles | Civiles  | Civiles | Heridos | Desaparecidos |
| -------------------------------- | ---------- | ------- | ------- | ------- | -------- | ------- | ------- | ------------- |
| Eventos                          | Fallecidos | Hombres | Niños   | Mujeres | Ancianos | %       | Heridos | Desaparecidos |
| Ataques israelíes en Gaza        | 61 944     | 24 818  | 18 430  | 9126    | 4137     | 80 %    | 155 886 | 14 400        |
| Ataques israelíes en Líbano      | 4047       |         | 316     | 790     |          |         | 16 638  |               |
| Ataques israelíes en Irán        | 1060       |         | 38      | 126     |          |         | 4746    |               |
| Ataques israelíes en Cisjordania | 993        | 758     | 200     | 21      | 14       |         | 16 104  |               |
| Atentados en el exterior         | 1          |         | 1       |         |          |         |         |               |

### Franja de Gaza

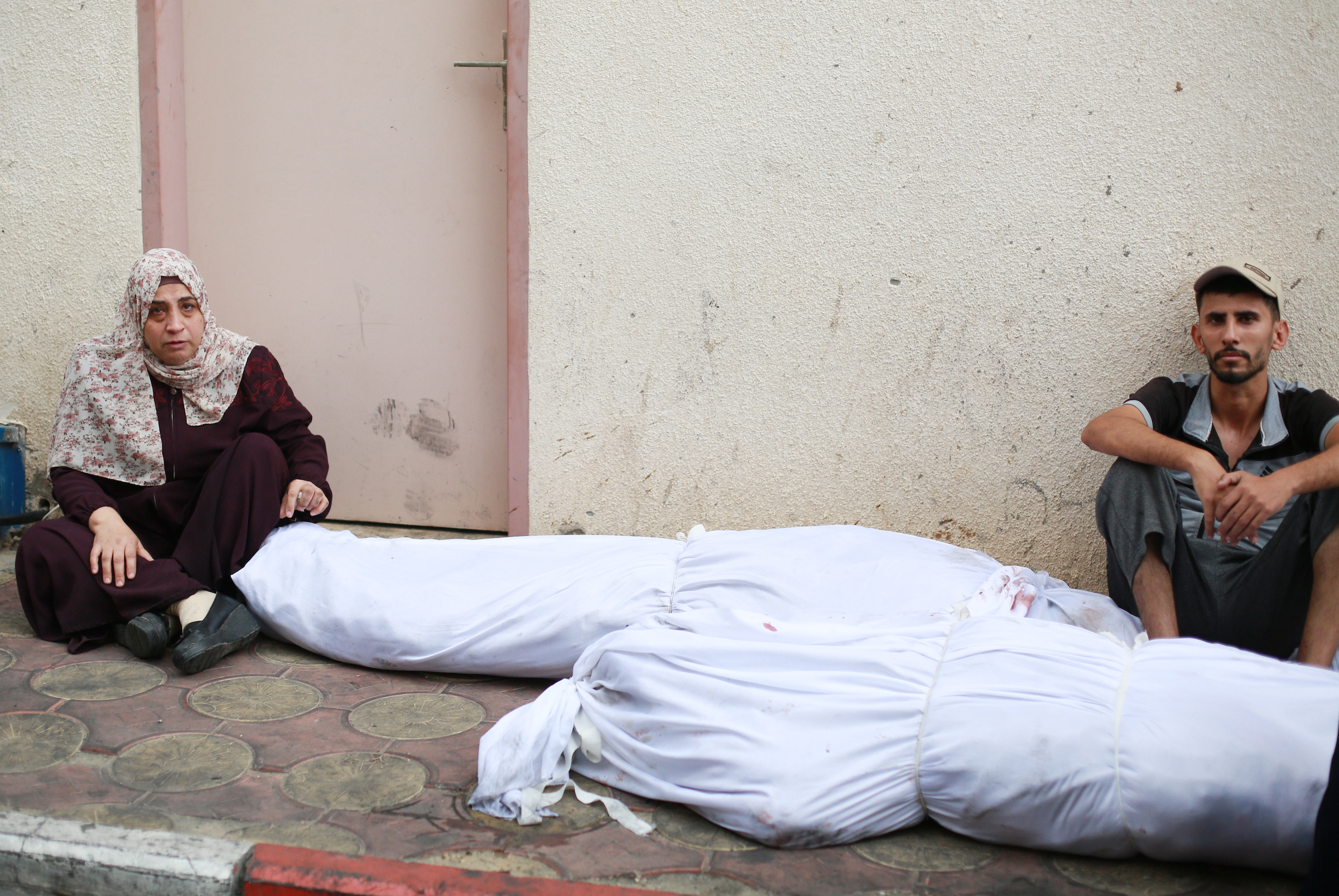
Palestinos junto a varios cadáveres en el hospital indonesio en Jabalia, al norte de la Franja de Gaza, el 9 de octubre de 2023

Según las autoridades gazatíes, para el 19 de agosto de 2025, el número de muertos verificados, sólo en la Franja de Gaza, había aumentado a más de 61 944 personas, la gran mayoría civiles, entre ellos más de 18 430 niños y 10 000 mujeres, además de un total de 155 886 heridos (incluidos 40 500 niños y 19 000 mujeres). Se estima que hay más de 14 400 cuerpos que aún se encuentran entre los escombros. Entre los muertos hay 493 sanitarios, según Naciones Unidas. También la Organización Mundial de la Salud ha estimado que las cifras de fallecidos podrían ser muy superiores, puesto que hay miles de cuerpos no identificados todavía que no están incluidos en el recuento oficial de muertos. Sin embargo, además de las cifras oficiales, un estudio publicado en la revista médica británica The Lancet calculaba a mediados de julio que la cifra real de muertes en la Franja de Gaza podría ser mucho mayor, pues a las muertes directas causadas por los combates y los bombardeos israelíes habría que añadir las relacionadas con la destrucción del sistema sanitario, la concentración de población civil en zonas sin las más mínimas condiciones de higiene y la falta de agua potable y de alimentos, que ha ocasionado una hambruna en toda la región. Este estudio calcula que la cifra real de muertes causadas por la guerra estaría en torno a las 186 000 personas, o un 8 % de la población total de la Franja.

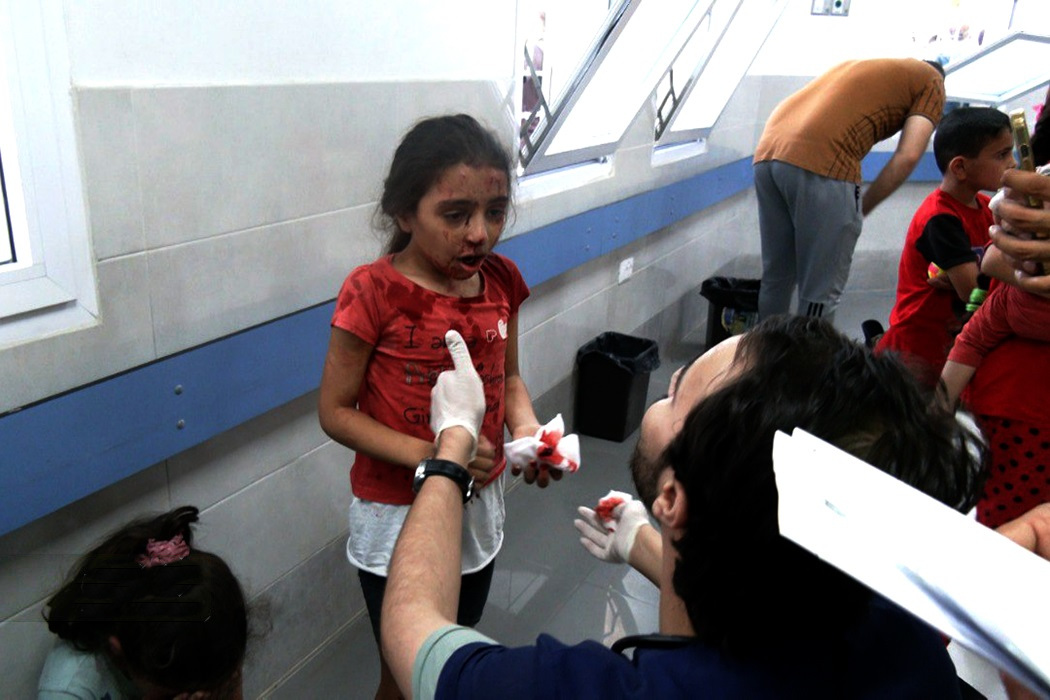
Una niña palestina herida siendo atendida en un hospital gazatí tras ser alcanzada en un bombardeo

Aunque el Ministerio de Salud de Gaza no distingue entre combatientes y civiles, fuentes externas han estimado las tasas de mortalidad de civiles. El Euro-Mediterranean Human Rights Monitor, cuyas estimaciones superan las del Ministerio de Sanidad de Gaza debido a que incluyen a personas desaparecidas tras ser arrestadas y desaparecidas forzosamente por el ejército israelí, así como aquellos que han quedado atrapados bajo los escombros y que presumen que están muertos, estimó que al menos 38 621 civiles han muerto desde el 7 de octubre, incluidos 15 780 niños, 10 091 mujeres, 356 personal sanitario, 42 personal de defensa civil y 137 periodistas, y que 79 240 personas han resultado heridas, miles de ellos de gravedad. Los cuerpos de varios miles de personas siguen atrapados bajo los escombros, mientras que miles siguen desaparecidos y se dan por muertos. mientras que la Universidad Abierta de Israel había afirmado que al menos el 61 % de los palestinos fallecidos eran civiles, y señaló que la proporción de muertos entre civiles y combatientes en esta guerra es mayor que en todas las demás guerras del siglo XX.

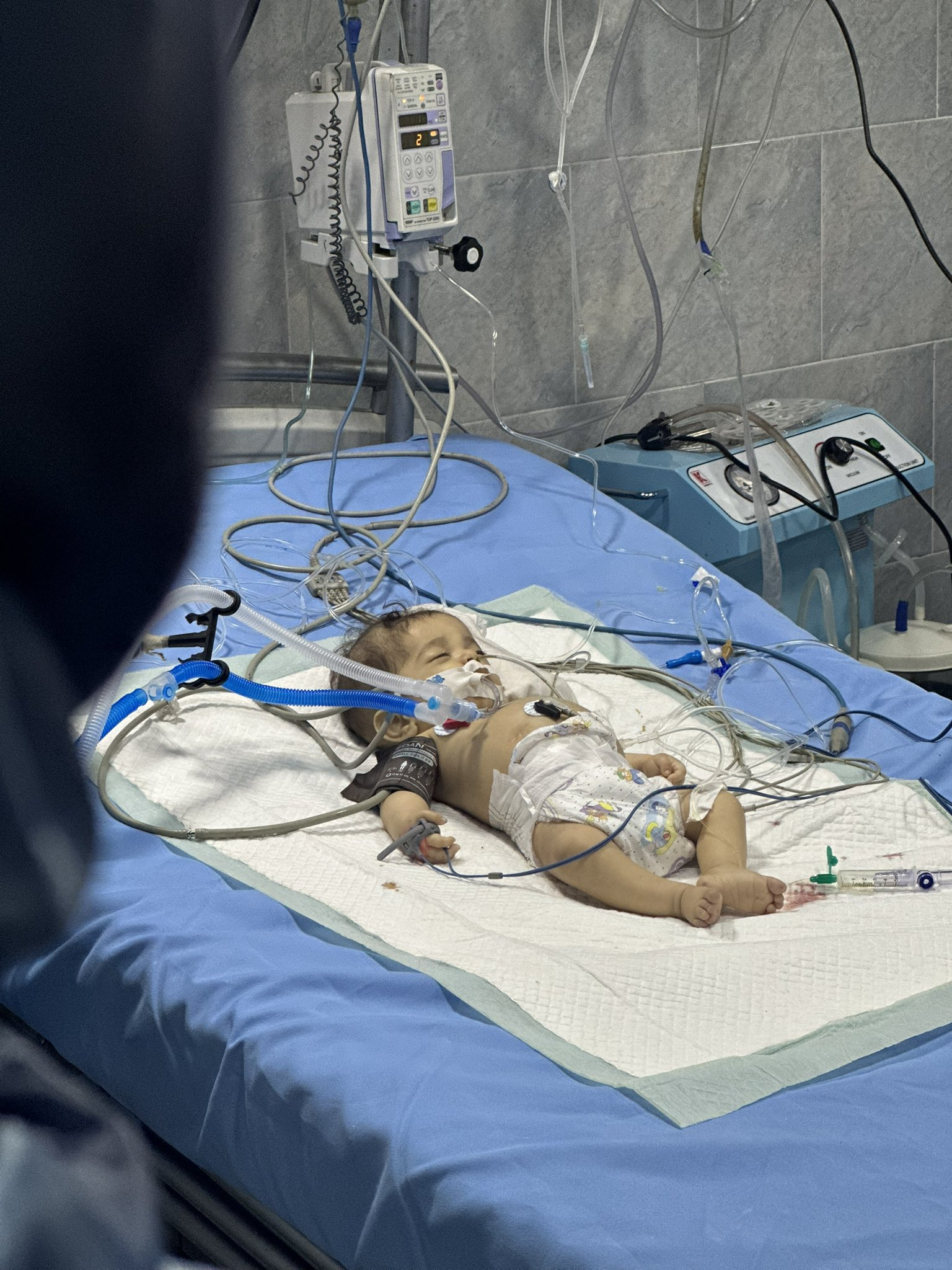
Un bebé palestino muerto en el Hospital Kamal Adwan el 28 de junio de 2024

Según datos proporcionados por Save the Children, desde el inicio de las hostilidades han muerto más 3340 niños y adolescentes en Gaza, 33 en Cisjordania y otros 29 en Israel, una cifra que según la organización es «superior al número de menores fallecidos en conflictos armados en todo el mundo» en los últimos cuatro años. A esta cifra se suman «otros mil niños y niñas desaparecidos en Gaza, que se supone que han quedado sepultados bajo los escombros», por lo que «es probable que el número de víctimas mortales sea mucho mayor». Además, de acuerdo a sus datos, más de 6300 menores han resultado heridos en Gaza, 180 en Cisjordania y 74 en Israel, eso sólo en las tres primeras semanas del conflicto. El Comisionado General de la UNRWA, Philippe Lazzarini, informó al Consejo de Seguridad de la ONU y compartió el análisis de Save the Children.
El 6 de noviembre, el secretario general de la ONU, António Guterres, durante un discurso en la ONU dijo que Gaza se está convirtiendo en un «cementerio de niños», añadió que «las operaciones terrestres de las Fuerzas de Defensa de Israel y los continuos bombardeos están afectando a civiles, hospitales, campos de refugiados, mezquitas, iglesias e instalaciones de la ONU, incluidos refugios. Nadie está a salvo».
A mediados de noviembre, el Ministerio de Salud de Gaza había comenzado a perder la cuenta de las muertes y afirmó que tenía dificultades para actualizar el número de víctimas como resultado de los apagones, el elevado número de muertes y el colapso del sistema sanitario.
La tasa de muertes supera la de los ataques liderados por Estados Unidos en Irak, Siria y Afganistán, que fueron ampliamente criticados por grupos de derechos humanos, mientras que, según la profesora Neta C. Crawford, el número de mujeres y niños muertas en los ataques israelíes es comparable al número de civiles muertos en Afganistán durante más de 20 años. La guerra de Israel contra Gaza ha sido el conflicto más mortífero para los niños de este siglo.

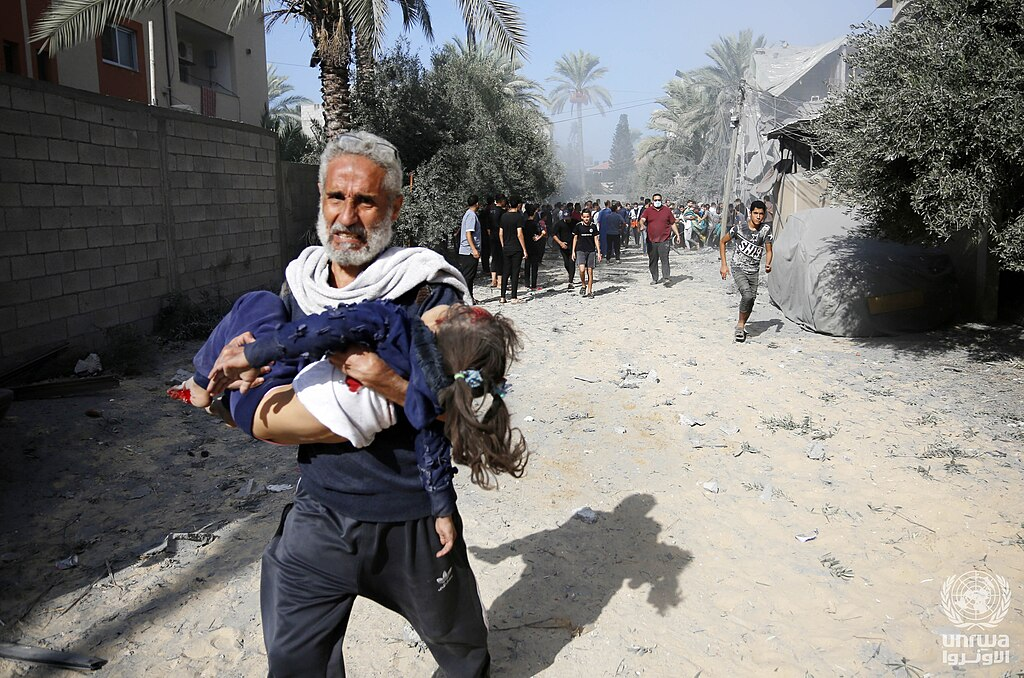
Niña palestina herida por un bombardeo israelí contra su vivienda en Deir al-Balah

En septiembre de 2024, el Ministerio de Salud de Gaza publicó un documento de 649 páginas sobre el número de víctimas mortales desde el inicio de la guerra. En el documento el Ministerio identificó a 34 344 palestinos muertos por los ataques israelíes, publicando una lista con los nombres, edades, género y números de identificación de las víctimas que representan más del 80 % de los fallecidos en la guerra hasta ese momento. Las 7613 personas restantes incluidas en el balance oficial de muertos —que en ese momento superaban los 41 000—, son palestinos cuyos cuerpos llegaron a hospitales y morgues, pero cuyas identidades no se han podido confirmar. Entre los muertos hay 169 bebés nacidos después del 7 de octubre de 2023. Más de 100 páginas están llenas de nombres de niños menores de 10 años. En el documento no se distingue entre civiles y combatientes, pero la mayoría de los fallecidos documentados pueden identificarse como civiles basándose únicamente en la edad y el género. Entre ellos hay 11 355 niños, 2955 personas de 60 años o más y 6297 mujeres.

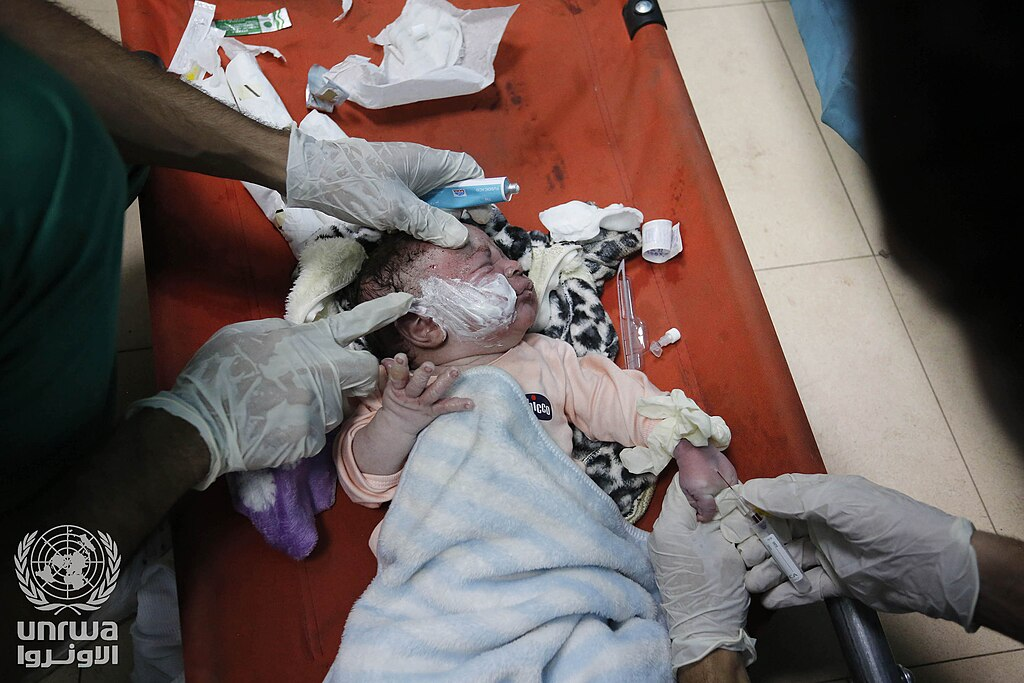
Bebé quemado en un ataque israelí en Deir al-Balah a finales de 2023

En enero de 2025, la prestigiosa revista médica The Lancet publicó un estudio en el que aseguraba que la cifra de muertos en la Franja de Gaza a causa de la ofensiva militar israelí sería un 41% superior a la facilitada por las autoridades palestina. La revista cifró en 64.620 los fallecidos por «heridas traumáticas» durante el periodo comprendido entre el 7 de octubre de 2023 y el 30 de junio de 2024, además aseguró que, «si se asume que el nivel de subestimación del 41 % continuó entre julio y octubre de 2024, es plausible que el dato actual supere los 70.000» fallecidos, mientras que el Ministerio de Sanidad de Gaza sólo confirmó, hasta esa fecha, cerca de 46.000 víctimas mortales. También afirmó que la cifra de fallecidos supone «aproximadamente el 2,9 % de la población anterior a la guerra y aproximadamente uno de cada 35 habitantes» y que la mayoría de las muertes, el 59,1 %, se registraron entre mujeres, niños y personas de más de 65 años, cifras que afirmó «generan graves preocupaciones sobre la conducta de la operación militar en Gaza, a pesar de que Israel diga que actúa para minimizar las víctimas civiles». La cifra de fallecidos de este estudio no incluye las muertes por falta de atención médica o de alimentos, ni los miles que se cree que están sepultados bajo los escombros. El estudio de Lancet dijo que la capacidad del Ministerio de Salud palestino para mantener registros electrónicos de defunciones resultó ser confiable anteriormente, pero se deterioró bajo la campaña militar de Israel, que incluyó redadas en hospitales y otras instalaciones de atención médica e interrupciones en las comunicaciones digitales.

### Cisjordania
En Cisjordania, para el 14 de enero de 2025, las redadas y ataques realizados por el ejército israelí y los colonos judíos extremistas desde el inicio del conflicto han provocado la muerte de al menos 1004 palestinos (incluidos 213 niños) y heridas a más de 16 104 (incluidos 2503 niños). Varios miles de trabajadores gazatíes se encontraban en Israel cuando comenzó el conflicto. A partir del 16 de octubre, la mayoría han sido detenidos y algunos de ellos han sido trasladados a un «centro de detención» en Cisjordania, mientras que otros buscaron refugio en las comunidades palestinas de Cisjordania.
El ministro de Trabajo de la Autoridad Palestina estimó que 4500 trabajadores están desaparecidos, mientras que el medio de comunicación israelí N12 informó que 4000 habitantes de Gaza se encontraban en centros de detención israelíes. La Sociedad de Prisioneros Palestinos dijo que las fuerzas israelíes habían arrestado a más de 1450 palestinos de Cisjordania desde el 7 de octubre. El 29 de octubre, treinta organizaciones israelíes de derechos humanos abordaron la violencia de los colonos en Cisjordania y pidieron a la comunidad internacional que «actúe urgentemente» para ponerle fin. El 30 de octubre, el gobierno alemán pidió a Israel que protegiera a los palestinos de Cisjordania. El 31 de octubre, el jefe de la diplomacia de la Unión Europea, Josep Borrell, «condenó firmemente» los ataques de los colonos en Cisjordania. Linda Thomas-Greenfield declaró que Estados Unidos estaba «profundamente preocupado» y condenó las matanzas de palestinos en Cisjordania.

### Progresión de fallecidos

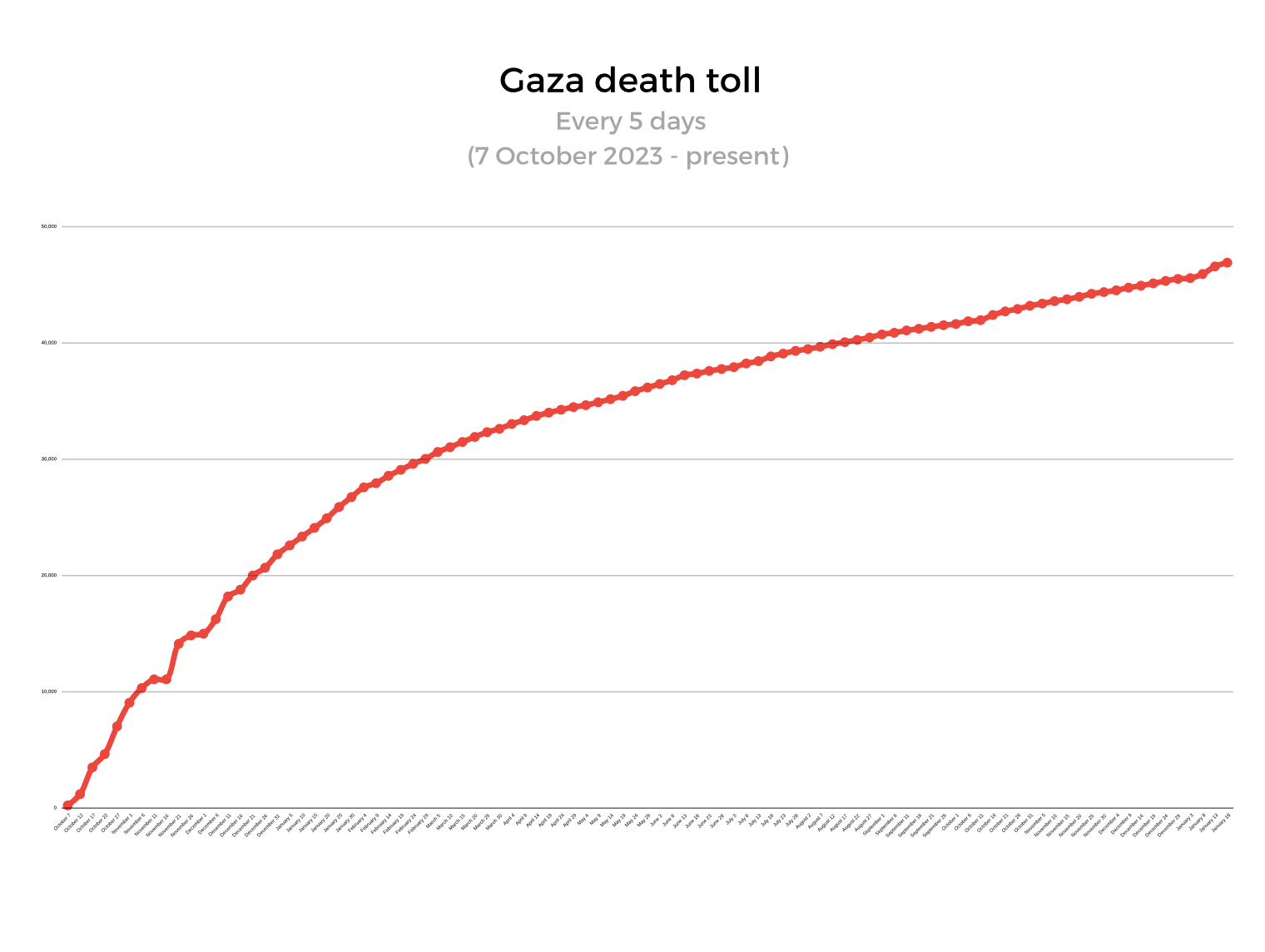
Gráfico de muertes reportadas cada cinco días

El 8 de octubre, diez civiles murieron en un ataque contra un edificio residencial en Shabora, cerca de Jan Yunis. Se informó que un líder de Hamás llamado Ayman Younis murió después de un bombardeo. El 9 de octubre, diecinueve personas, incluido el líder de un grupo armado local, murieron en un ataque aéreo en Rafah. Más de sesenta personas murieron en el ataque aéreo contra el mercado del campo de refugiados de Jabalia, que en ese momento se encontraba lleno de civiles, gran parte del mercado quedó destruido.
Para el 11 de octubre, el Ministerio de Salud de Gaza declaró que, al menos 1417 palestinos, incluidos 447 niños y 248 mujeres, habían muerto y otros 6268 habían resultado heridos dentro del territorio de Gaza. Cuatro palestinos murieron y otros cinco resultaron heridos en enfrentamientos con las FDI a lo largo de la valla perimetral de Gaza. Las Fuerzas de Defensa de Israel estimaron el 10 de octubre que se habían encontrado dentro de Israel los cadáveres de aproximadamente 1500 milicianos palestinos. Se informó que cinco militantes palestinos fueron asesinados en Sederot.
Para el 12 de octubre, los bombardeos de Israel han provocado la muerte de 1354 personas, entre las que se encontraban por lo menos 260 niños y 230 mujeres, y un total de 6094 heridos, en su mayoría población civil, siendo mujeres y niños la mayoría de las víctimas de los ataques israelíes. A su vez, las acciones militares de Israel han conllevado al desplazamiento de más de 423 000 residentes de Gaza, la mayor cantidad en la zona desde 1967.

Hasta el 14 de octubre, al menos 2215 palestinos, entre ellos 724 niños y 458 mujeres, habían muerto y otros 8714 habían resultado heridos, incluidos 2450 niños y 1 536 mujeres. Además ha indicado que 300 civiles murieron en un solo día, lo que representa la cifra más alta desde el inicio de los bombarderos de Israel. En Cisjordania, desde el inicio del conflicto, habrían muerto al menos 53 palestinos, y sólo el 13 de octubre se registraron 16 muertes.

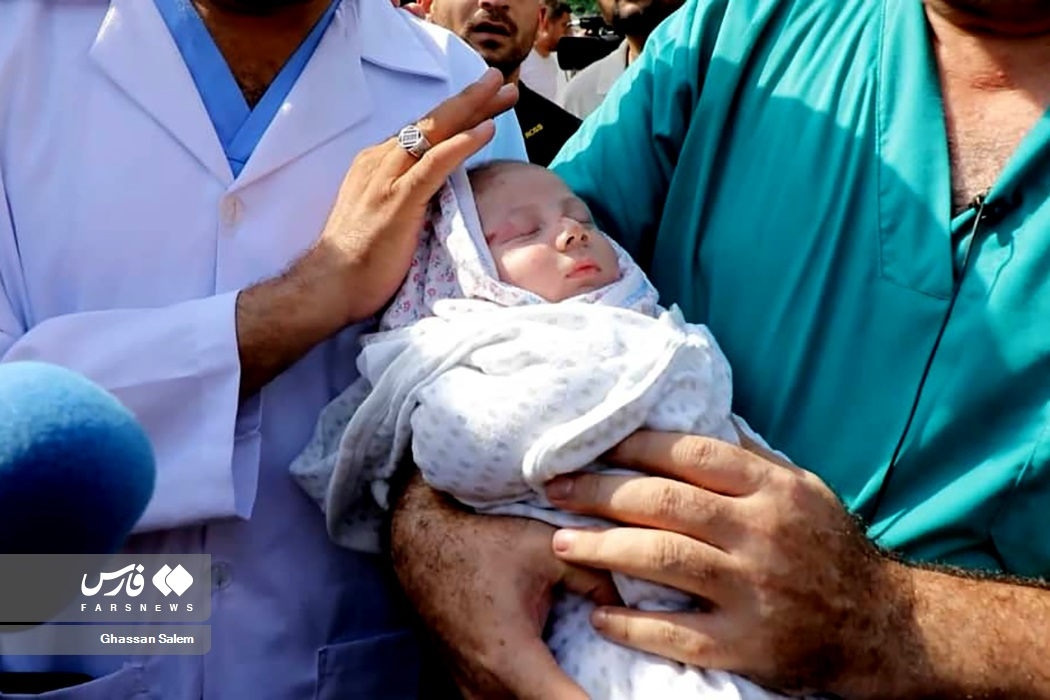
Bebe palestino muerto durante los bombardeos de Israel contra la Franja de Gaza

El 25 de octubre, el primer ministro y ministro de Asuntos Exteriores de Catar, Mohammed bin Abdulrahman Al Thani, señaló que el número de muertes de niños en Gaza ya había excedido el número total de muertos en la invasión rusa de Ucrania. En una declaración, la directora regional de Unicef, Adele Khodr, afirmó que el número de muertes infantiles en Gaza era una «mancha creciente en nuestra conciencia colectiva». Según datos oficiales de las autoridades gazatíes, desde el inicio de los bombardeos israelíes, el 7 de octubre, han muerto más de 2300 niños en la Franja de Gaza, lo que supone que el ejército israelí ha matado a más niños en Gaza en dos semanas que en los últimos 23 años. Los que sobreviven están expuestos al hambre, sed y a un grave daño de su salud mental.
También el 25 de octubre, las autoridades palestinas, informaron que 754 personas habían muerto en las últimas 24 horas por los ataques israelíes, lo que la convierte en la jornada más sangrienta desde que comenzó la guerra. Según el ejército israelí los bombardeos han alcanzado unos 400 objetivos de Hamás en Gaza. Los continuos ataque aéreos y la falta de electricidad y combustible han obligado a numerosos hospitales a cerrar, en otros se realizan intervenciones a la luz de los móviles.
El 29 de octubre, el portavoz del Ministerio de Salud, Ashraf Al-Qudra, declaró que, sólo en las últimas horas, «la ocupación sionista» había cometido cincuenta y seis «masacres» en las cuales habían muerto al menos 302 personas, la mayoría de los cuales eran personas desplazadas que habían abandonado sus hogares obedeciendo la orden israelí de evacuar el norte de Gaza.

### Confiabilidad
Según Luke Baker, exjefe de la oficina de Reuters en Jerusalén, el número de fallecidos reportado por el Ministerio de Salud de Gaza no sería fiable, ya que no se podría verificar su exactitud y, según afirmó, «cualquier funcionario sanitario que se salga de la línea y no facilite a los periodistas las cifras de muertos que Hamás quiere que se comuniquen se arriesga a sufrir graves consecuencias». El 25 de octubre, el presidente estadounidense Joe Biden declaró que «no tenía confianza» en el total de muertes informado por el Ministerio de Salud de Gaza. El portavoz del Departamento de Estado de los Estados Unidos, Matthew Miller, hizo una afirmación similar obviando el hecho de que el propio Departamento de Estado utiliza las cifras de muertos proporcionadas por el Ministerio de Salud de Gaza en sus propios informes. La radio nacional francesa publicó un artículo que cuestiona la fiabilidad de las cifras de muertes ofrecidas por el «Ministerio de Salud de Hamás» por tratarse de una única fuente y por la imposibilidad de comprobar estos datos que muestran una notable discrepancia con las cifras aportadas por Estados Unidos, concluyendo que, en el caso del hospital de Gaza, «solo una cosa es cierta: hay muchas víctimas».
En respuesta, Human Rights Watch afirmó que después de tres décadas trabajando en Gaza, considera confiables los totales de víctimas proporcionados por el Ministerio de Salud de Gaza. Según Omar Shakir, director en Israel y Palestina de Human Rights Watch, ese número de víctimas está en concordancia con lo que cabría esperar «dado el número de ataques aéreos en una de las zonas más densamente pobladas de la Tierra», Además explicó que las autoridades gazatíes «Tienen acceso metodológico a fuentes de información que nadie más tiene (acceso a datos de morgues y hospitales) y, en última instancia, esa será la forma más confiable de contar las víctimas». También añadió que cuando su organización ha llevado a cabo sus propias investigaciones, la diferencia entre sus cifras y las de los funcionarios de Gaza no han sido muy grandes.
En esa misma línea también se ha manifestado el comisionado general de la Agencia de Naciones Unidas para los Refugiados de Palestina en Oriente Próximo (UNRWA), Philippe Lazzarini, quien en una rueda de prensa en Jerusalén, respaldó los datos ofrecidos por Hamás sobre el número de víctimas: «en los últimos cinco, seis ciclos de conflicto en la Franja de Gaza, los números fueron considerados creíbles, nadie se atrevió a poner en duda las cifras». Igualmente Farhan Haq, portavoz del secretario general de la ONU, aseguró que «Lamentablemente, tenemos la triste experiencia de tener que coordinarnos con el Ministerio de Salud sobre las cifras de víctimas cada pocos años». «Sus cifras han demostrado ser, en general, precisas».
El 26 de octubre, el Ministerio de Salud de Gaza respondió divulgando los nombres individuales y los números de identificación de las 7000 personas identificadas que han muerto en el conflicto hasta ese momento. De hecho, las cifras recogidas en dicho informe no incluyen a las personas que han muerto pero que no fueron llevadas a hospitales ni registradas en las morgues ni tampoco a las que desaparecidas, enterradas en los escombros de los edificios bombardeados. Ese mismo día, la Oficina de Naciones Unidas para la Coordinación de Asuntos Humanitarios añadió que utilizan los totales de muertes facilitados por el Ministerio de Salud de Gaza porque tienen «fuentes claras». Según defensores de los derechos de los palestinos entrevistados por Al Jazeera, los comentarios del presidente estadounidense son otro episodio de la campaña de su administración para «deshumanizar» a los palestinos y restar importancia a su sufrimiento. Yara Asi, experta en salud pública de la Universidad de Florida Central, calificó los comentarios del presidente de «espantosos» y añadió que «discutir esas cifras fue realmente poner ambos pies en común con Israel en esto, es otra manera más de deshumanizar a los palestinos».
Según Naciones Unidas y otras instituciones y expertos internacionales, así como las autoridades palestinas en Cisjordania, el Ministerio de Salud de Gaza ha hecho, durante mucho tiempo, un gran esfuerzo para informar «de buena fe» de los muertos en las condiciones más difíciles.
Un estudio publicado por la prestigiosa revista médica británica The Lancet y mencionado en el informe de la ONU del 1 de diciembre de 2023, confirmó las estadísticas de mortalidad informadas por las autoridades sanitarias gazatíes que indican que hasta esa fecha habían muerto más de 6200 niños, más de 4000 mujeres y unos 4850 hombres, y que los heridos ascienden a 36 000. El 6 de diciembre, un artículo revisado por pares en The Lancet concluyó que las cifras de muertes proporcionadas por el Ministerio de Salud de Gaza eran exactas.
A mediados de noviembre, el Ministerio de Salud de Gaza comenzó a perder la cuenta de las muertes y afirmó que tenía dificultades para actualizar el número de víctimas como resultado de los apagones, el elevado número de muertes y el colapso del sistema de salud. En febrero de 2024, un estudio conjunto de la Escuela de Higiene y Medicina Tropical de Londres y el Centro Johns Hopkins para la Salud Humanitaria de la Universidad Johns Hopkins encontró que si la guerra continuaba al ritmo actual provocaría entre 58 260 y 74 290 muertes adicionales. En marzo de 2024, el Ministerio de Salud de Gaza solicitó que los civiles registraran a sus muertos en línea, a medida que la colapso del sistema sanitario había provocado que el ministerio no pudiera mantener un número de muertos actualizado periódicamente.

## Líbano

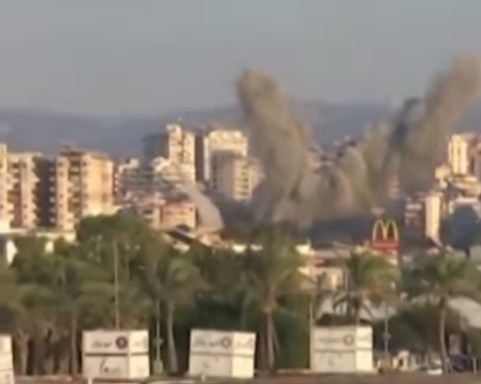
Ataque israelí contra Tiro al sur del Líbano el 25 de septiembre de 2024

Según cifras del Ministerio de Salud del Líbano, a fecha de 4 de diciembre de 2024 los ataques israelíes contra Líbano han matado a 4047 personas desde el 8 de octubre de 2023, incluyendo 316 niños y 790 mujeres, y 16 638 heridos, incluidos 2522 mujeres y más de 1250 niños. Más de 222 miembros del personal médico y de emergencias también murieron, 330 resultaron heridos. Además, más de 250 ambulancias habían sido alcanzadas por los ataques israelíes, mientras que más de 130 instalaciones sanitarias resultaron dañadas. El ministro de Salud libanés, Firass Abiad, también dijo que habían registrado 67 ataques israelíes contra hospitales, 40 hospitales fueron atacados directamente y siete hospitales se vieron obligados a cerrar. Las autoridades libanesas consideran que alrededor de 1,3 millones de personas han tenido que abandonar sus hogares por la oleada de bombardeos israelíes y huir especialmente hacia Beirut y zonas situadas más al norte del país, de ellos unos 469 000 personas han cruzado la frontera hacia Siria y unas 25 000 personas que han llegado desde Líbano a Irán. Según el Fondo de Naciones Unidas para la Infancia (UNICEF) de estos refugiados unos 400 000 son niños.
El 22 de noviembre de 2024, el representante de la Organización Mundial de la Salud (OMS) en Líbano, Abdinasir Abubakar, indicó en una rueda de prensa que hasta entonces se había confirmado la muerte de 226 trabajadores sanitarios y otros 199 habían resultado heridos por los ataques ejecutados por el Ejército de Israel desde el 8 de octubre de 2023. También explicó que hasta la fecha se habían registrado 127 ataques contra instalaciones sanitarias y que uno de cada diez hospitales han cerrado o han tenido que reducir sus funciones.

## Israel

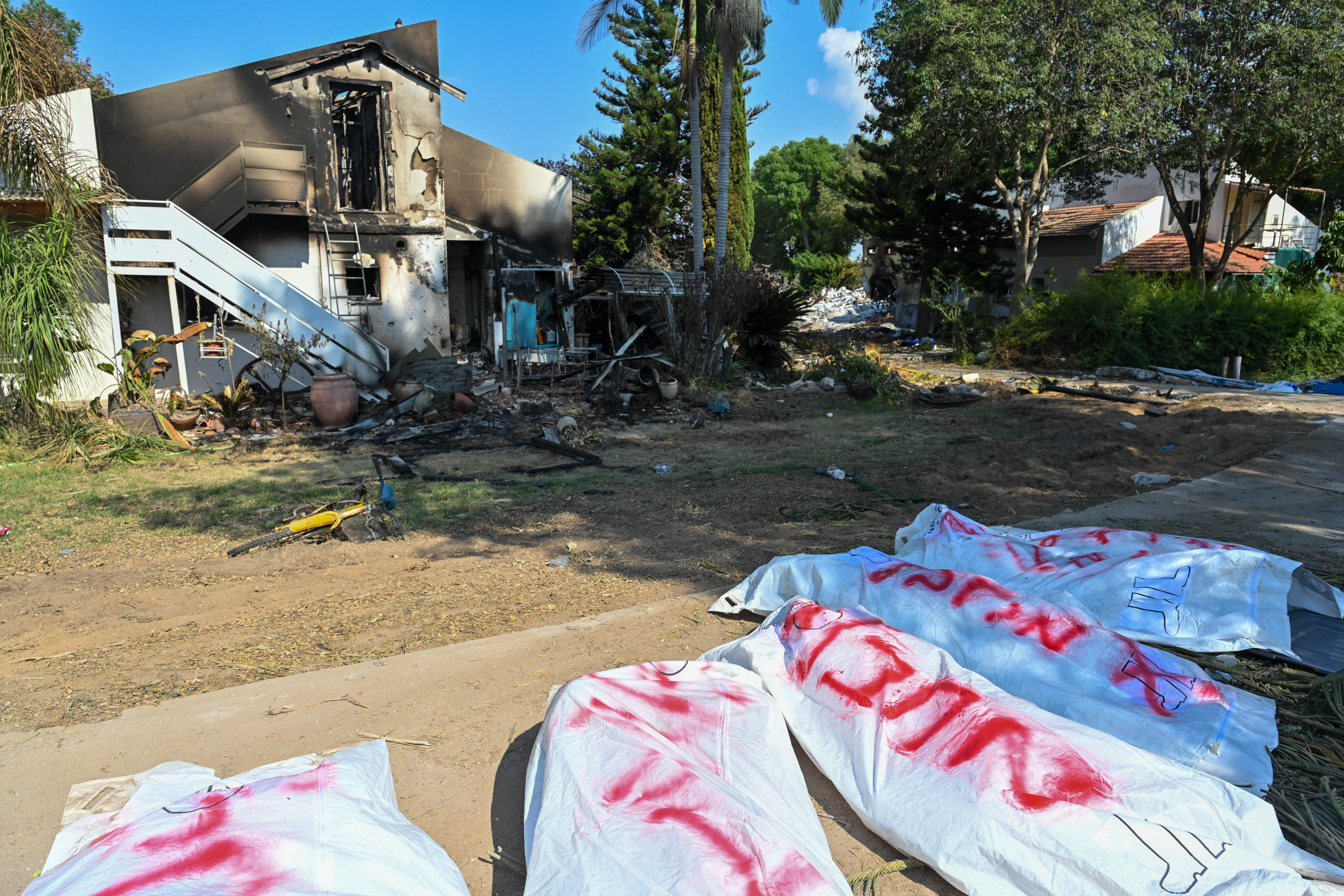
Imagen de la Masacre de Be'eri

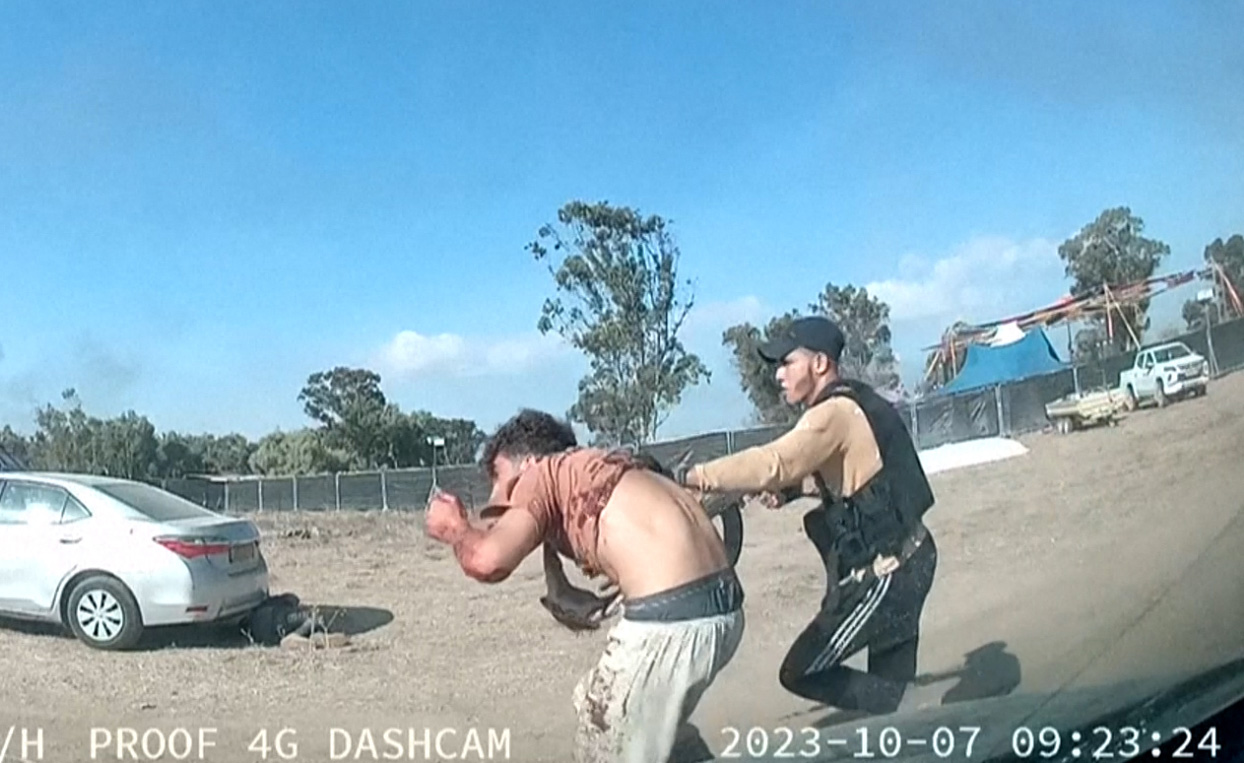
Un atacante de Hamás llevando un hombre durante la masacre del festival de música de Re'im que dejó al menos 360 muertos y otros tomados como rehenes.

| Eventos                                             | Total de muertos | Fuerzas de Seguridad | Rehenes | Civiles | Civiles |
| Eventos                                             | Total de muertos | Fuerzas de Seguridad | Rehenes | Total   | Niños   |
| --------------------------------------------------- | ---------------- | -------------------- | ------- | ------- | ------- |
| Ataques palestinos del 7 de octubre                 | 1139             | 373                  |         | 766     | 36      |
| Invasión de la Franja de Gaza                       | 508              | 424                  | 82      | 2       |         |
| Enfrentamientos en la Galilea y invasión del Líbano | 126              | 80                   |         | 46      |         |
| Ataques israelíes en Cisjordania                    | 44               | 23                   |         | 21      |         |
| Ataques palestinos en Israel                        | 23               | 6                    |         | 17      |         |
| Ataques palestinos en Jerusalén                     | 5                | 1                    |         | 4       |         |
| Ataques iraníes                                     | 29               | 1                    |         | 28      |         |
| Ataques yemenies                                    | 1                |                      |         | 1       |         |
| Ataques iraquíes                                    | 2                | 2                    |         |         |         |
| Atentados en el exterior                            | 2                |                      |         | 2       |         |

El Maguén David Adom de Israel informó inicialmente que al menos una mujer murió mientras que otras dieciséis personas resultaron heridas por los ataques con cohetes, dos de ellas de gravedad. Se enviaron equipos de ambulancias a las zonas que rodean la Franja de Gaza en respuesta al ataque. Se informó de al menos una muerte civil en Kfar Aviv, mientras que tres personas resultaron heridas en Ascalón y Yavne. Se informó que al menos cuatro personas murieron en Kuseife. El jefe del Consejo Regional Shaar HaNéguev, Ofir Libstein, también murió en un intercambio de disparos. Se reportaron al menos 68 víctimas en Ascalón y otras 80 en Beer Sheva.
A fecha del 10 de noviembre de 2023 el gobierno israelí comunicó que en los ataques llevados a cabo por Hamás el 7 de octubre habían muerto un total de 1200 israelíes y no los 1400 que inicialmente habían comunicado. Según el portavoz del Ministerio de Asuntos Exteriores, la diferencia en las cifras se debe «al hecho de que había muchos cadáveres que no fueron identificados y ahora creemos que pertenecen a terroristas... no a víctimas israelíes». En diciembre de 2023, utilizando datos de la seguridad social, esta cifra se revisó nuevamente a la baja a 1139 víctimas mortales, incluidos: 695 civiles israelíes, 71 ciudadanos extranjeros y 373 miembros de las fuerzas de seguridad. Además, hay cinco personas clasificadas como desaparecidas, entre ellas cuatro israelíes. La cifra de muertos incluyen a 36 niños, de los cuales veinte tenían menos de 15 años y el más joven era un bebé de 10 meses.
Según el Ejército israelí desde el inicio de la invasión de la Franja de Gaza habrían muerto al menos 898 militares israelíes (454 desde el 7 de octubre de 2023) y al menos 12 000 habrían resultado heridos, de ellos, 377 sufrieron heridas en la cabeza, 23 de ellos tienen lesiones craneales graves. Otras 308 personas sufrieron lesiones oculares, de las cuales doce perdieron la visión y necesitaron prótesis. Además, 104 sufrieron lesiones medulares y unas 60 necesitaron prótesis avanzadas, 5200 (43 %) desarrollaron problemas de salud mental de diversos tipos. Sin embargo, facciones de la resistencia palestina afirman que el número de soldados israelíes muertos durante este período supera esa cifra. Según el portavoz de las Brigadas Al-Qassam, Abu Obaida, desde que comenzó la invasión de Israel en Gaza, han documentado la destrucción total o parcial de 410 unidades de equipo militar «sionista» (incluidos 182 tanques Merkava) y que «decenas de soldados y oficiales del ejército de ocupación y comandantes de brigada han sido asesinados».
En enero de 2024, se informó que al menos 1600 soldados de las FDI habían sido identificados con síntomas de TEPT relacionado con el combate desde el inicio de la invasión terrestre de Gaza y unos 250 soldados fueron dados de baja debido a síntomas de estrés de combate prolongados. Según funcionarios de las FDI en febrero de 2024, alrededor de 3000 soldados habían sido examinados por el sistema de salud mental de las FDI y el 82% habían regresado al servicio activo. Si bien las FDI no han informado oficialmente de cuántos soldados de las FDI que regresan de los combates en Gaza se han suicidado, se notó un aumento un año después de que comenzara la guerra, y muchos indicaron que no recibieron la atención adecuada por parte de los funcionarios médicos y de salud mental.
A lo largo de la invasión las Fuerzas de Defensa Israelíes liberaron a tres de los rehenes capturados el 7 de octubre y mataron a entre treinta (según fuentes israelíes) y cincuenta (según fuentes palestinas) con sus disparos y bombardeos. En paralelo, mediante acuerdos diplomáticos Hamás accedió a liberar a otros 111 rehenes. De acuerdo con estimaciones de las autoridades israelíes, para junio de 2025 al menos 56 rehenes seguían retenidos en Gaza de los cuales apenas veinte aún con vida.

## Yemen
El 2 de enero de 2025, el líder de los hutíes, Abdul-Malik al-Houthi, cifró el número de ataques estadounidenses contra Yemen en 931 que habían matado a 106 personas y herido a otras 314, desde el comienzo de sus operaciones militares contra Israel en octubre de 2023.
En julio de 2024, fuentes médicas informaron que el ataque aéreo de los aviones de guerra israelíes contra el puerto de Hodeidah mató a seis personas e hirió a más de 80 civiles.
El 15 de marzo de 2025, Estados Unidos lanzó una campaña a gran escala de ataques aéreos y navales contra objetivos hutíes en Yemen. El nombre en clave fue Operación Rough Rider, estos ataques supusieron la mayor operación militar estadounidense en Medio Oriente durante el segundo mandato del presidente Donald Trump. Los ataques tuvieron como objetivo sistemas de radar, defensas aéreas y sitios de lanzamiento de misiles balísticos y de drones. Hasta el 25 de abril Estados Unidos había lanzado más de 1000 ataques aéreos en Yemen, matando a 217 civiles e hiriendo a más de 430, en su gran mayoría mujeres y niños.

## Irán
Saeed Ohadi, director de la Fundación de Asuntos de Mártires y Veteranos de Irán, confirmó el 8 de julio de 2025 que el balance de víctimas mortales por los ataques israelíes alcanzaron las 1060 personas, incluidos 38 niños y 132 mujeres, y otras 4746 personas resultaron heridas y tuvieron que recibir tratamiento médico en centros hospitalarios. Además especificó que siete hospitales y cuatro centros de salud sufrieron daños a causa de los ataques israelíes. Ohadi advirtió que el número de muertos podría llegar a 1100 dada la gravedad de las heridas de algunas personas.

## Niños
El 25 de octubre, el primer ministro y ministro de Asuntos Exteriores de Catar, Mohammed bin Abdulrahman Al Thani, señaló que el número de niños muertos en Gaza ya había superado el número total de muertos en la invasión rusa de Ucrania.  El número total de muertes civiles superaría el total de Ucrania de 9614, al 10 de septiembre de 2023, incluidos alrededor de 600 niños, algunos días después, pero en una fracción de la duración de la guerra en Ucrania. En una declaración, la directora regional de Unicef, Adele Khodr, afirmó que el número de muertes infantiles en Gaza era una «mancha creciente en nuestra conciencia colectiva».
El 28 de octubre, el número de familias que habían fallecido en su totalidad había aumentado a 825. El 30 de octubre, Save the Children informó que habían muerto más niños en tres semanas en Gaza que en toda la suma de los conflictos en todo el mundo en los últimos cuatro años. El Comisionado General de la UNRWA, Philippe Lazzarini, informó al Consejo de Seguridad de la ONU y compartió el análisis de Save the Children. La muerte de Hind Rajab atrajo una importante cobertura mediática tras la publicación de su llamada de emergencia y su posterior desaparición durante doce días, posteriormente la niña fue encontrada muerta en un coche junto con el resto de su familia.
A finales de enero de 2024, la BBC informó que, basándose en un informe reciente del Euro-Mediterranean Human Rights Monitor Más de 24 000 niños han perdido a uno o ambos padres debido a la guerra. La agencia de las Naciones Unidas, Unicef, estimó que hay alrededor de 19 000 niños huérfanos o no acompañados en Gaza, algunos de los cuales han sido rescatados de entre los escombros o encontrados por toda la franja.
En febrero de 2024, Euro-Mediterranean Human Rights Monitor acusó a las Fuerzas de Defensa de Israel de asesinar premeditadamente a Hind Rajab, una niña de 6 años, a sus familiares (incluidos su prima de 15 años) y a dos paramédicos, a plena luz del día. Según los testimonios recogidos por el equipo Euro-Med Monitor el coche en el que viajaban fue atacado tras encontrarse con tanques y vehículos militares israelíes. Después de que el ejército israelí se retirara de la zona, se encontró el coche con abundantes pruebas que demostraban que numerosas balas habían sido disparadas directamente contra él. Al examinar los cuerpos de las víctimas, se descubrió que habían sido sometidos a un intenso fuego de armas automáticas y disparos de artillería. Además se encontró en su interior restos de munición de tanque fabricada por Estados Unidos. El 29 de febrero de 2024, el Ministerio de Salud de Gaza informó que el 44% (es decir, más de 13.000) de las muertes eran niños. Esta cantidad desproporcionada se debe principalmente a que la población en la Franja es muy joven, de la cual el 40% tiene menos de 14 años.
El 12 de marzo de 2024, el comisionado general de la Agencia de la ONU para los Refugiados Palestinos en Oriente Próximo (UNRWA), Philippe Lazzarini, aseguró que la cifra de niños muertos en la Franja de Gaza como consecuencia de los ataques israelíes es superior al número de menores fallecidos en todas las guerras de los últimos cuatro años. Además afirmó que la ofensiva israelí es una guerra «contra los niños», «contra su infancia» y «contra su futuro» y a pedido un alto el fuego inmediato.
El 4 de marzo, Save the Children publicó un informe en el que afirmaba que casi 26 000 niños –o algo más del 2 % de la población menores de edad de la Franja de Gaza– han muerto o han resultado heridos durante los primeros seis meses de la guerra. Según la ONG desde que comenzó la guerra el 7 de octubre, más de 13 800 niños han muerto en la Franja de Gaza y 113 en Cisjordania, y más de 12 009 niños y niñas han resultado heridos en la Franja de Gaza y al menos 725 niños y niñas en Cisjordania.
El sábado 6 de abril, la directora ejecutiva del Fondo de Naciones Unidas para la Infancia (UNICEF), Catherine Russell, denunció que desde que comenzó la guerra el 7 de octubre «la guerra en Gaza ha matado a más de 13 000 niños y ha herido a muchos más».
El 5 de junio, la ONU notificó a Israel su inclusión en la lista negra de países que violan los derechos de los niños en conflictos armados. Esta lista, en la que se enumeran las partes en conflictos armados que han cometido violaciones graves contra los niños, se adjunta al informe anual que elabora el representante especial del secretario general, António Guterres, sobre Niños y Conflicto Armado, que versa sobre la situación de los niños en contextos bélicos y debe presentarse al Consejo de Seguridad el 14 de junio.
El 8 de mayo de 2024, la ONU revisó oficialmente las cifras anteriores sobre el desglose de víctimas tras investigaciones más formales, y el número total de muertos se mantuvo igual. Considerando únicamente las víctimas identificables, la proporción de niños muertos en Gaza fue del 31,6 %, o 7797 niños víctimas identificadas de un total de 24 686 cadáveres identificados. Un informe conjunto de Oxfam y Action on Armed Violence de octubre de 2024 concluyó que el ejército israelí había matado a más mujeres y niños en Gaza que los que habían muerto en cualquier otro conflicto del mundo en las últimas dos décadas.
El daño psicológico causado a toda una generación de niños gazatíes es también sobrecogedor. Un estudio realizado en junio de 2024 reveló que el 96 % de los niños gazatíes percibían la muerte como algo inminente y que cerca de la mitad de ellos deseaban morir, un sentimiento mucho más prevalente entre los niños (72 %) que entre las niñas (26 %). Este estudio también concluyó que el 92% de los niños de la Franja no son capaces de aceptar la realidad que les rodea, el 79% de ellos padece pesadillas todas las noches y el 73 % muestran signos de agresión. En torno al 60 % de los niños habían pasado por situaciones traumáticas durante la guerra, y se calculaba que unos 17.000 niños se encontraban solos o separados de sus padres.
Según UNRWA, en los cuatro meses hasta mediados de diciembre de 2024, unos 19.000 niños recibieron tratamiento por desnutrición aguda.
El 15 de enero de 2025, UNICEF denunció a través de un comunicado la muerte de 120 niños palestinos en ataques ejecutados por el Ejército de Israel contra la Franja de Gaza durante los últimos 15 días y agregó que «Esto debe parar. Los niños necesitan un alto el fuego ahora».
El 23 de enero de 2025, el Ministerio de Educación de Gaza denunció que más de 15 000 niños en edad escolar murieron o desaparecieron después de más de quince meses de continuos bombardeos israelíes, también indicó que 800 trabajadores del sector murieron y que «Esta enorme cantidad de muertos equivale al genocidio de todos los elementos humanos (estudiantes y trabajadores) en más de treinta escuelas, reflejando la extensión de los crímenes cometidos». Además más de 50 000 estudiantes resultaron heridos, algunos de ellos varias veces, por lo que «muchos de ellos sufren discapacidades permanentes». En cuanto a la educación superior, más de 1200 estudiantes y 150 académicos y trabajadores murieron y «cientos» resultaron heridos.
El 30 de enero, el secretario general de Naciones Unidas, António Guterres, aseguró que alrededor a 2500 niños palestinos necesitan ser evacuados urgentemente de la Franja de Gaza para recibir tratamiento médico. 
UNICEF denunció que solo en los dos primeros meses de 2025, habían muerto más de trece niños palestinos por disparos de las tropas israelíes en Cisjordania. Desde que comenzó la guerra, el 7 de octubre de 2023, 195 niños palestinos y tres israelíes murieron en Cisjordania y Jerusalén Este. En los últimos 16 meses, el número de niños palestinos muertos por estas causas en este territorio ha aumentado un 200 % en comparación con los 16 meses anteriores.
El 20 de mayo, Tom Fletcher, secretario general para Asuntos humanitarios de la ONU, denunció que «14.000 bebés morirán en las próximas 48 horas» si la ayuda necesaria para alimentarlos no entra en Gaza y dijo que los cinco camiones a los que Israel permitió ingresar son «una gota en el océano». Por su parte Netanyahu reconoció que la decisión de permitir entrar una cantidad «mínima» de ayuda se debe a la presión de sus aliados y que «No debemos llegar a la situación de hambruna, desde un punto de vista práctico como diplomático».

## Periodistas
Según informó el Comité para la Protección de los Periodistas (CPJ), para el 12 de agosto de 2025, al menos 192 periodistas y otros trabajadores de medios de comunicación habían muerto desde que comenzó la guerra el 7 de octubre. Entre los muertos se encuentran 184 periodistas palestinos, dos israelíes y seis libaneses. A estas cifras hay que añadir 132 periodistas heridos, dos desaparecidos y noventa detenidos por las FDI. Además se han detectado múltiples casos de agresiones, amenazas, ciberataques, censura y asesinatos de familiares. Según la organización los periodistas en Gaza enfrentan riesgos especialmente altos ya que tienen que cubrir el conflicto ante un ataque terrestre israelí a la ciudad de Gaza, devastadores ataques aéreos, comunicaciones interrumpidas y cortes de energía generalizados. A finales de 2024, Al Jazeera publicó los nombres, fotografías y fecha y lugar de fallecimiento de 222 periodistas palestinos asesinados por Israel en los primeros catorce meses de conflicto.
Expertos de las Naciones Unidas expresaron su preocupación por los asesinatos de periodistas y dijeron en una declaración de febrero que estaban «alarmados por el número extraordinariamente alto de periodistas y trabajadores de los medios de comunicación que han sido asesinados, atacados, heridos y detenidos en el Territorio Palestino Ocupado, particularmente en Gaza, en los últimos meses, ignorando abiertamente el derecho internacional».
Según datos publicados por el CPJ, Israel fue el responsable de más del 70 % de todas las muertes de periodistas en el año 2024, con un total de 85 profesionales de la información muertos por ataques del Ejército israelí. De esos 85 periodistas muertos, 82 fallecieron en Gaza y los otros tres en el Líbano. Tras Israel, los países que asesinaron a más periodistas ese año fueron Sudán (6), Pakistán (6), México (5), Siria (4), Birmania (3) y Haití (2). Muchas veces Israel justifica el asesinato de periodistas afirmando que eran agentes de Hamás, ante lo que el CPJ indica: «la táctica de señalar a periodistas como terroristas sin mostrar pruebas es cada vez más adoptada tanto por regímenes autoritarios como por países supuestamente democráticos».

### Palestina
Al menos seis periodistas palestinos en Gaza murieron por ataques israelíes mientras cumplían con su deber. Ibrahim Mohammad Lafi, fotógrafo de Ain Media, murió a tiros durante el ataque al cruce de Erez el 7 de octubre, mientras que Mohammad Jarghoun, reportero de Smart Media, fue asesinado al este de Rafah el mismo día. El periodista independiente Mohammad el-Salhi también fue asesinado a tiros en la frontera al este del campo de refugiados de Bureij el 7 de octubre. El 9 de octubre, Saeed al-Taweel, editor en jefe del sitio web Al-Khamsa News, Mohammed Subh y Hisham Alnwajha murieron en un ataque aéreo mientras filmaban un ataque en la ciudad de Gaza. Otros dos periodistas fueron reportados como desaparecidos y otro resultó herido por metralla. Los hogares de dos periodistas fueron destruidos por bombardeos y las oficinas de cuatro medios de comunicación fueron destruidas por ataques aéreos.
El 22 de octubre, el periodista palestino Rushdi Sarraj murió en un ataque aéreo israelí contra su casa.
El 25 de octubre, Al Jazeera denunció que la esposa, el hijo, la hija y el nieto del periodista Wael Al-Dahdouh, jefe de la oficina de Al Jazeera en Gaza, habían muerto en un ataque aéreo israelí contra el campo de refugiados de Nuseirat, al sur de Wadi Gaza, donde se habían refugiado después de cumplir la orden israelí de que los civiles palestinos se desplazaran hacia el sur desde el norte de Gaza. Al Jazeera condenó los asesinatos, calificándolos de «ataque indiscriminado». El ejército israelí confirmó que había llevado a cabo un ataque aéreo en el área cercana a donde se había refugiado la familia de Dahdouh, que según dijeron tenían como objetivo «la infraestructura terrorista de Hamás».
El 27 de octubre, las FDI dijeron a las agencias de noticias Reuters y Agence France-Presse que no garantizarían la seguridad de sus periodistas en Gaza. El 28 de octubre, el Comité para la Protección de los Periodistas declaró que se había confirmado la muerte de veintinueve periodistas (veinticuatro palestinos, cuatro israelíes y un libanés) y nueve habían resultado heridos, desaparecidos o detenidos. El 30 de octubre, la periodista palestina Youmna ElSayed recibió una amenaza de las fuerzas israelíes, advirtiéndola de que abandonaran inmediatamente su casa mientras Israel intensificaba su bombardeo del enclave. Lo que llevó al portavoz del Secretario General de la ONU a comentar sobre el «inmenso coraje» de los periodistas en Gaza.
Un informe de Reporteros Sin Fronteras (RSF) afirmó que Israel había atacado a periodistas que eran claramente identificables como miembros de la prensa, en dos ataques con misiles el 13 de octubre que mataron a un periodista e hirieron a cuatro. El 31 de octubre, RSF afirmó que treinta y cuatro periodistas habían muerto en el conflicto, incluidos doce «en relación con su trabajo», diez de los cuales murieron en el ataque de Israel a Gaza; describieron las dos primeras semanas del conflicto como el comienzo más mortífero de una guerra del siglo XXI para los periodistas. Además el Sindicato de Prensa Palestino informó que medio centenar de medios de comunicación han sido destruidos total o parcialmente en Gaza.
El 23 de noviembre, el fotoperiodista Mohammad Moin Ayyash y su familia murieron en un ataque aéreo israelí.
El 2 de diciembre, la Agence France-Presse solicitó a Israel que llevara a cabo una «investigación profunda y transparente» sobre la implicación exacta de su ejército en un ataque que dañó gravemente su oficina en la ciudad de Gaza, situada en los últimos pisos de un edificio de once plantas, que ha sido bombardeada durante semanas. Según el presidente y director general de la AFP, Fabrice Fries, «Un ataque en las oficinas de una agencia de noticias internacional envía un mensaje profundamente preocupante a todos los periodistas que trabajan en condiciones tan difíciles en Gaza».
El 6 de diciembre, las FDI mataron a veintidós miembros de la familia de periodista palestino Moamen Al Sharafi, corresponsal de Al Jazeera en árabe, los miembros de su familia fueron asesinados en un ataque aéreo israelí contra la casa en la que se refugiaban en el campo de refugiados de Jabalia, en el norte de Gaza.
La CBS informó el 14 de diciembre de 2023 que según una declaración de la Federación Internacional de Periodistas «el número de periodistas asesinados en los últimos dos meses en la guerra de Gaza ha superado la cantidad de muertos en la guerra de Vietnam, que duró dos décadas». Más de 50 periodistas palestinos han perdido la vida hasta ese momento. Diversos hechos peligrosos, como los ataques aéreos, pero también el hambre por falta de alimentos, los riesgos vinculados a la falta de agua potable y refugio han hecho que «Palestina sea uno de los lugares más peligrosos para que un periodista haga su trabajo».
El 2 de mayo de 2024, la Unesco otorgó el Premio Mundial a la Libertad de Prensa a todos los periodistas palestinos que trabajan en Gaza «En estos tiempos de oscuridad y desesperanza, queremos transmitir un firme mensaje de solidaridad y reconocimiento a los periodistas palestinos que están cubriendo esta crisis en circunstancias tan dramáticas. Como humanidad, tenemos una enorme deuda con su valentía y su compromiso con la libertad de expresión».
El 13 de mayo de 2025, Israel atacó la sala de quemados del Hospital Nasser, situado en la ciudad de Jan Yunis, en el sur de la Franja de Gaza, matando a dos personas, incluido el fotoperiodista Hasán Aslí, director de la agencia de noticias Alam24, y otras doce personas resultaron heridas, incluida una de gravedad. Según las autoridades gazatíes el objetivo del ataque era el fotoperiodista palestino, muerto en el bombardeo que en ese momento se encontraba recibiendo tratamiento tras resultar herido en un ataque previo. Su muerte eleva a 215 el número de periódistas muertos a manos de Israel desde el inicio de los combates.

#### Investigaciones
El 1 de noviembre, Reporteros Sin Fronteras (RSF) pidió a la Corte Penal Internacional que iniciara una investigación prioritaria sobre crímenes de guerra por el asesinato de nueve periodistas palestinos. RSF señaló que 41 periodistas palestinos habían sido asesinados durante el primer mes del conflicto y afirmó que varios periodistas habían sido asesinados por Israel en sus hogares. Israel mantiene registros del lugar y residencia de cada persona en Gaza. RSF afirmó que Israel había utilizado ataques selectivos para matar a periodistas en Gaza.

### Líbano
El 13 de octubre, durante los enfrentamientos a lo largo de la frontera entre Israel y el Líbano, un ataque de artillería israelí mató al camarógrafo de Reuters, Issam Abdallah, e hirió a otros seis periodistas de Reuters, Agence France-Presse y Al Jazeera. El 29 de octubre, Reporteros sin Fronteras informó que un análisis balístico reveló que el periodista de Reuters Issam Abdullah fue asesinado en un ataque dirigido por el Ejército de Israel intencionadamente contra él.
El 14 de noviembre, el ministro de Exteriores de Líbano, Abdalá Bou Habib, anunció que ha presentado una denuncia ante el Consejo de Seguridad de Naciones Unidas tras un ataque israelí contra un convoy de periodistas en Yarun, una localidad situada al sur del Líbano, muy cerca de la frontera con Israel. Según el ministro, «el bombardeo israelí deliberado y directo de un convoy de periodistas es una violación del Derecho Internacional y un crimen de guerra». Reporteros Sin Fronteras señaló que el periodista Issam Mawassi, de la cadena Al Jazeera, resultó levemente herido en una pierna en el ataque.
El 21 de noviembre, la televisión libanesa Al Mayadeen informó que dos periodistas y una tercera persona habían muerto en un ataque israelí cerca de la ciudad de Tir Harfa, aproximadamente a una milla de la frontera israelí. El canal de noticias libanés denunció que Israel había apuntado deliberadamente al equipo de televisión «Fue un ataque directo, no fue casualidad».
El viernes 25 de octubre, el Ejército de Israel mató a tres periodistas en un bombardeo contra el edificio en el que se alojaban en la ciudad de Hasbaya, en el sureste de Líbano. Los periodistas asesinados son Wisam Qasim fotógrafo de la cadena de televisión Al-Manar y Ghassan Nayar y Muhamad Reda, ambos de la cadena de televisión Al Mayadeen. El presidente de la junta directiva de Al Mayadeen, Ghassan bin Yido, señaló que Israel es «plenamente responsable de este crimen de guerra en el que han sido atacados varios equipos de periodistas» ya agregó que el Ejército israelí «se deleita en matar». Por su parte el primer ministro interino de Líbano, Najib Mikati, acusó a Israel de cometer un crimen de guerra y agregó que el ataque es una «agresión deliberada» que busca «intimidar a los medios de comunicación» y «encubrir los crímenes y destrucción» causados por los bombardeos sobre el Líbano. Human Rights Watch (HRW) afirmó que el bombardeo israelí en el que murieron tres periodistas libaneses habría sido un «ataque deliberado» contra civiles que supuso «un aparente crimen de guerra». HRW recalcó que en su investigación de lo sucedido no halló pruebas de que en la zona hubiera combates, fuerzas militares o actividad militar en el momento del bombardeo.

### Israel
Roee Idan, fotógrafo de Ynet, fue reportado como desaparecido e inicialmente se creía que había sido tomado como rehén junto con su hija de tres años, mientras que su esposa murió en el ataque de Hamás a Kfar Aza. Roee Idan estuvo desaparecido durante más de diez días hasta que finalmente se identificó su cuerpo y se confirmó su muerte. Por su parte Yaniv Zohar, que trabajaba para el diario Israel Hayom, murió junto con su esposa y sus dos hijas en el ataque de Hamás del 7 de octubre contra el kibutz Nahal Oz en el sur de Israel.

## Trabajadores sanitarios y humanitarios
El 22 de enero de 2024, la UNRWA declaró que 152 miembros de su personal habían muerto en los bombardeos sobre Gaza. Se trata del mayor número de víctimas mortales de trabajadores de las Naciones Unidas jamás registrado en un solo conflicto en los 78 años de historia de la organización. Algunos de los miembros de su personal fueron asesinados mientras hacían cola para comprar pan, mientras que otros murieron junto con sus familias en sus hogares debido a los bombardeos israelíes. Además denunció que cuarenta y siete de su instalaciones habían sufrido diversos daños, lo que incluye también escuelas que, hoy por hoy, no funcionan como tal, sino como refugios improvisados de los miles de gazatíes que se han visto obligados a abandonar sus hogares por los bombardeos israelíes.
Médicos Sin Fronteras (MSF) dijo que había contabilizado al menos dieciséis miembros del personal médico muertos desde el 7 de octubre y que Israel ataca de forma premeditada ambulancias e instalaciones sanitarias. También informaron que una enfermera y un conductor de ambulancia murieron y otros resultaron heridos en los ataques israelíes contra el hospital Nasser en Jan Yunis y el hospital indonesio en la ciudad de Gaza. El Comité de Rescate de Emergencia Médica de Indonesia (MER-C) confirmó que un miembro del personal local murió cerca de un vehículo de evacuación médica operativo.
El 3 de noviembre, el Ministerio de Salud de Gaza denunció que varias personas murieron y decenas más resultaron heridas en un ataque israelí contra un convoy de ambulancias cerca del hospital al-Shifa, las ambulancias transportaba pacientes gravemente heridos desde el hospital al-Shifa al cruce fronterizo de Rafah con Egipto, para recibir tratamiento cuando fueron atacadas por los israelíes. Además añadió que al menos dieciséis hospitales no funcionaban debido a los daños causados por los bombardeos y a la falta de combustible. Posteriormente las FDI reconocieron la autoría del ataque contra las ambulancias, que según dijeron «las fuerzas identificaron como utilizada por una célula terrorista de Hamás». Según el Ministerio de Salud de Gaza el ataque mató a quince personas y otras cincuenta resultaron heridas.
El 27 de noviembre, la Media Luna Roja Palestina expresó su «gran preocupación» por el arresto por parte del Ejército de Israel del director del Centro Médico de Jan Yunis, Auni Jatab, junto al director del Hospital Al Shifa Muhamad abú Salmiya, durante la evacuación del Hospital y ha reclamado a la comunidad internacional que «garantice su liberación». Según informaron el director del centro médico y del hospital fueron detenidos el 22 de noviembre en un puesto de control, en el que también fueron arrestados otros dos trabajadores sanitarios. También indicaron que «Negar a civiles protegidos el acceso a asistencia humanitaria y atacar a personal médico son violaciones flagrantes de las Convenciones de Ginebra».
El 24 de diciembre, la UNRWA declaró que 142 miembros de su personal habían muerto en los bombardeos sobre Gaza. Se trata del mayor número de víctimas mortales de trabajadores de las Naciones Unidas jamás registrado en un solo conflicto en los 78 años de historia de la organización. Algunos de los miembros de su personal fueron asesinados mientras hacían cola para comprar pan, mientras que otros murieron junto con sus familias en sus hogares debido a los bombardeos israelíes. Además denunció que cuarenta y siete de su instalaciones habían sufrido diversos daños, lo que incluye también escuelas que, hoy por hoy, no funcionan como tal, sino como refugios improvisados de los miles de gazatíes que se han visto obligados a abandonar sus hogares por los bombardeos israelíes.
El 8 de enero de 2024, el Ministerio de Salud de Gaza declaró que al menos 326 miembros del personal médico y 45 miembros de la defensa civil habían muerto y que 30 hospitales, 53 centros de salud y 150 instituciones sanitarias habían cesado sus actividades debido a los ataques israelíes y a la escasez de combustible necesario para operar los generadores de energía. Además 122 ambulancias habían resultado destruidas debido a los ataques israelíes. Así mismo, han sido destruidas 134 sedes gubernamentales, 95 escuelas y universidades han quedado completamente fuera de servicio, 295 centros de enseñanza parcial o totalmente destruidos, mientras que más de 380 mezquitas han sido total o parcialmente destruidas, así como tres iglesias.
El 2 de abril eran asesinados por las tropas israelíes siete miembros de la ONG World Central Kitchen al ser alcanzado por un misil una furgoneta que acababa de salir del hangar donde estaban almacenadas 200 toneladas de alimentos. Las víctimas eran de nacionalidad polaca, australiana, británica, estadounidense y un conductor palestino. Según afirmó el Movimiento de Resistencia Islámica (Hamás) el ataque de Israel, forma parte de su «política de asesinatos sistemáticos contra civiles indefensos y contra equipos de socorro internacionales y organizaciones humanitarias, como parte de sus esfuerzos para aterrorizar a sus trabajadores».
El 3 de mayo, se anunció la muerte en un centro de detención israelí del cirujano Adnan Al-Bursh, jefe de ortopedia del Hospital Al-Shifa; al-Bursh había sido detenido por las tropas israelíes mientras trabajaba en el hospital Al-Awda, en el norte de la Franja. Las autoridades palestinas y los grupos de defensa de los prisioneros palestinos atribuyeron su muerte a torturas o malos tratos que sufrió mientras se encontraba bajo custodia de Israel, esos mismos grupos destacaron que su muerte fue parte del «proceso sistemático de ataques contra los médicos y el sistema de atención médica en Gaza».

### Masacre del convoy humanitario de Rafah
El 30 de marzo de 2025, la Media Luna Roja Palestina recuperó quince cadáveres de trabajadores sanitarios incluidos ocho de los técnicos de la Media Luna Roja Palestina que se encontraban desaparecidos desde hacía una semana cuando respondían a una llamada de emergencia para atender a un grupo de personas heridas por ataques con artillería de Israel en la zona Hashashin, en Rafá. Un noveno trabajador sanitario sigue desaparecido y se cree que ha sido detenido. Según denunció la organización humanitaria «Algunos de estos cuerpos fueron atados, tienen disparos en el pecho y fueron enterrados en un agujero profundo para que no se pudieran encontrar pruebas». Los otros cuerpos son de seis miembros de Protección Civil y un trabajador de Naciones Unidas, cuyas identidades no han trascendido. Los cuerpos fueron recuperados de una fosa común en la que las tropas israelíes los habían enterrado junto a sus vehículos. Por su parte el Alto Comisionado de Naciones Unidas para los Derechos Humanos, Volker Türk, aseguró sentirse «consternado» por el ataque y que este hecho aumenta la preocupación por la comisión de crímenes de guerra por parte del Ejército israelí. Además solicitó que debe llevarse a cabo una «investigación independiente, pronta y exhaustiva sobre las muertes, y los responsables de cualquier violación del Derecho Internacional deben rendir cuentas».

### Desaparecidos y entierros
Saadi Hassan Sulieman Baraka, un empresario de pompas fúnebres de 64 años de Deir al-Balah, dijo a Al Jazeera English en febrero de 2024 que había enterrado personalmente a 17.000 personas desde octubre de 2023. Para agosto de 2024, los muertos eran enterrados en toda la Franja de Gaza, incluso en espacios públicos como patios y calles. Los animales carroñeros han dificultado que los servicios de emergencia identifiquen los cadáveres de los palestinos muertos. En un artículo de octubre de 2024, un soldado de las FDI que regresaba del frente habló sobre los procedimientos de las FDI con excavadoras blindadas, que han dificultado la identificación y recuperación de los cadáveres de palestinos. Un exsoldado de las FDI relató ante la Knéset que los soldados recibieron instrucciones de «atropellar a cientos de terroristas (en Gaza), vivos y muertos», y añadió que «todo sale a chorro».

## Militantes de Hamás
Las autoridades israelíes han informado de la muerte de varios dirigentes de Hamás. Entre los líderes de Hamás muertos a manos de Israel se encontrarían el cofundador de Hamás, Abdul Fatah Dukhan, el 10 de octubre, las FDI informaron que el jefe de la Oficina de Relaciones Nacionales de Hamás, Zakaria Abu Muammar, había muerto en Jan Yunis, Zakaria Abu Muammar, quien presuntamente murió en un ataque aéreo en Jan Yunis. El 11 de octubre, las FDI afirmaron haber matado a Jawad Abu Shamala, quien se desempeñaba como ministro de Economía de Gaza, en un ataque con drones. Además, el 14 de octubre, las FDI anunciaron la muerte del jefe de operaciones aéreas de Hamás, Murad Abu Murad, en un ataque aéreo nocturno.
El 16 de octubre, otro miembro del buró político de Hamás, Osama Mazini, murió en un ataque aéreo contra su casa. Además de los ataques selectivos contra los dirigentes de Hamás. El 9 de octubre, un ataque aéreo en Rafah mató a un líder de un grupo armado local. El 17 de octubre Ayman Nofal fue asesinado. El 18 de octubre, Jamila Al-Shanti, la primera mujer elegida para el buró político de Hamás y miembro del Consejo Legislativo Palestino, murió en un ataque aéreo en Jabaliya. El 19 de octubre, Jihad Muheisen fue asesinado. Rafat Harb Hussein Abu Hilal murió en un ataque aéreo. El 22 de octubre, el New York Times estimó que de los más de 4000 habitantes de Gaza muertos por los ataques aéreos israelíes, trece eran funcionarios de Hamás. El 26 de octubre, un ataque aéreo mató a Shadi Barud, el vicejefe de la inteligencia de Hamás. Según las FDI Barud había participado en la planificación del ataque del 7 de octubre.
El Ministerio de Salud de Gaza no distingue entre víctimas civiles y militares en sus informes, Un funcionario israelí dijo que alrededor de 5000 militantes habían muerto a principios de diciembre de 2023, con una proporción de muertes de civiles por militantes de 2:1. El analista Hamdah Salhut, sin embargo, afirmó que Israel no había proporcionado ninguna evidencia que respaldaran estas cifras. Hasta el 29 de diciembre, el portavoz de las FDI, el mayor Doron Spielman, proporcionó un número actualizado de 8000 combatientes de Hamás muertos desde el conflicto en Gaza hasta el momento, según dijo esta información estaba «basado en información de inteligencia, interrogatorios de cautivos y fotografías por satélite».
Al 30 de diciembre de 2023 Euro-Mediterranean Human Rights Monitor estimó que las muertes en la Franja de Gaza ascendieron a 30 034 en total y las muertes de civiles a 27 681, lo que significaría unas 2353 muertes de militantes.
El 17 de marzo de 2024 medios israelíes afirmaron que Marwan Issa, subcomandante del ala militar de Hamás, las Brigadas de Ezzeldin Al-Qassam, había muerto en un ataque aéreo de las Fuerzas de Defensa de Israel (FDI). Posteriormente, el 26 de marzo, el portavoz de las FDI confirmó oficialmente su muerte. Por su parte Hamás no se ha pronunciado al respecto.
El domingo, 14 de julio, el Ejército y el servicio de Inteligencia nacional de Israel, el Shin Bet, anunciaron en un comunicado conjunto la muerte de Rafaa Salameh, comandante local de las milicias de Hamás en la ciudad gazatí de Jan Yunis en un bombardeo contra un campamento de desplazados en Al-Mawasi. Ataque que provocó la muerte de al menos 90 palestinos (la mitad mujeres y niños) y heridas a cerca de 300. Por su parte la organización palestina no se ha pronunciado sobre esta información.
El 30 de julio de 2024, Fuad Shukr, un miembro de alto rango de Hezbolá, fue blanco de un ataque aéreo israelí en respuesta a su supuesta participación en un ataque con cohetes contra Majdal Shams, en los Altos del Golán ocupados por Israel, que mató a doce niños drusos. Inicialmente Hezbolá afirmó que estaba vivo, sin embargo, fuentes de seguridad libanesas anunciaron que fue encontrado bajo los escombros al día siguiente del ataque. El ataque también mató a cuatro civiles —dos mujeres y dos niños— e hirió a otras ochenta personas.
El 1 de agosto el ejército israelí aseguró que Mohammed Deif habría muerto en el ataque del 13 de julio contra el campamento de refugiados de Al-Mawasi, junto con «otros terroristas», según una evaluación de inteligencia. Por su parte, Hamás no ha confirmado su muerte.

### Relación entre civiles y militares
| Fuente                                  | Fecha                  | Porcentaje de civiles | Recuento de muertos | Recuento de muertos | Recuento de muertos | Notas |
| Fuente                                  | Fecha                  | Porcentaje de civiles | Total               | Militares           | Civiles             | Notas |
| --------------------------------------- | ---------------------- | --------------------- | ------------------- | ------------------- | ------------------- | --- |
| Profesor Adam Gaffne                    | 3 de mayo de 2024      | ~80 %                 | 36 906              | ~7000               |                     | «Supongamos que el número de hombres no combatientes que han muerto es igual al número de mujeres muertas» |
| Profesor Michael Spagat                 | 2 de agosto de 2024    | ~80%                  | 39 145              |                     |                     | «Debemos hacer conjeturas sobre la proporción de combatientes entre ese 41,2% (hombres de 15 a 69 años), pero el rango de edad de 15 a 69 años es amplio, por lo que creo que una estimación generosa para las FDI sería que la mitad de ese 41,2% eran civiles»                                      |
| Euro-Mediterranean Human Rights Monitor | 5 de diciembre de 2023 | ~90%                  | 21 022              |                     | 19 660              | Aproximadamente el 60% de los muertos eran mujeres y niños; entre las muertes de hombres adultos (incluidos hombres mayores), aproximadamente el 65% son civiles según la documentación de campo. |
| Benjamin Netanyahu                      | 12 de mayo de 2024     | ~53%                  | ~30 000             | ~14 000             | ~16 000             | No se han aportado pruebas. Se ha criticado ampliamente su inexactitud |
| Armed Conflict Location and Event Data  | 9 de octubre de 2024   |                       |                     | ~8500               |                     | «Sin embargo, informes más detallados de las FDI sobre la muerte de militantes que contienen detalles sobre períodos de tiempo, lugares u operaciones, registrados por ACLED, dan cuenta de aproximadamente 8500 muertes»                                                                             |
| Action on Armed Violence                | 28 de octubre de 2024  | 74,0 %                | 40 717              | 10 595              | 30 122              | Estimación «mínima», suponiendo que las muertes de civiles masculinos y femeninos son exactamente iguales |
| Action on Armed Violence                | 28 de octubre de 2024  | 80,6 %                | 40 717              | 7888                | 32,829              | Tomando la proporción de víctimas civiles hombres-mujeres de la base de datos de Airwars sobre ataques aéreos israelíes en Gaza |
| Action on Armed Violence                | 28 de octubre de 2024  | 84,4 %                | 40 717              | 6366                | 34,351              | Tomando la proporción de víctimas civiles entre hombres y mujeres y ajustándola a las víctimas no causadas por ataques aéreos |
| Houssein Ayoub                          | 26 de octubre de 2023  | 87,3 %                | 7028                |                     |                     | Se derivó un modelo estadístico de muertes de combatientes de conflictos anteriores entre Gaza e Israel y se lo ajustó a las muertes reportadas del 7 al 26 de octubre de 2023. El modelo arroja que el 87,3 % de las muertes fueron civiles con un índice de vulnerabilidad del 95 %: 84,6 %–90,3 %. |

Las cifras de víctimas del Ministerio de Salud de Gaza no proporcionan la proporción de víctimas que son civiles; como resultado, los analistas han dado estimaciones diferentes. Un estudio realizado por la Escuela de Higiene y Medicina Tropical de Londres publicado en la revista científica The Lancet que abarca el período del 7 al 26 de octubre estimó que el 68,1 % de las víctimas eran niños, mujeres o ancianos y, por lo tanto, probablemente no combatientes, mientras que un análisis publicado en diciembre en el periódico israelí Haaretz por el sociólogo israelí Yagil Levy estimó que al menos el 61 % de las víctimas pertenecían a esta categoría. Ambos estudios se basaron en cifras proporcionadas por el Ministerio de Salud de Gaza. Considerar sólo a las mujeres, los niños y los ancianos como civiles (es decir, clasificar a todos los hombres adultos como combatientes) da una cifra conservadora de civiles, aunque la verdadera proporción de civiles muertos probablemente sea mayor. A principios de diciembre, Euro-Mediterranean Human Rights Monitor estimó que el 90 % de las víctimas eran civiles. En diciembre, el ejército de Israel dijo que estimaba que el 66 % de los muertos eran civiles.
Incluso la cifra conservadora del 61 % es más alta que la tasa promedio de muerte de civiles en todos los conflictos mundiales que han tenido lugar «desde la Segunda Guerra Mundial hasta la década de 1990». El número de víctimas es mayor que en cualquier conflicto de la historia reciente de Gaza, y Neta Crawford, del Proyecto Costos de la Guerra de la Universidad Brown, afirmó: «Este es, en el siglo XXI, un nivel significativo y fuera de lo normal de destrucción». El 31 de diciembre, Al Jazeera afirmó que 2023 fue el año más mortífero para los palestinos desde la Nakba de 1948.
Israel ha afirmado haber matado a varios militantes de Hamás, pero estas cifras han sido cuestionadas. A principios de diciembre de 2023, un funcionario israelí afirmó que Israel había matado a 5000 militantes, pero no proporcionó ninguna prueba que respalde dicha afirmación. El 29 de diciembre, las FDI dijeron que habían matado a 8000 combatientes de Hamás. Pero el 30 de diciembre de 2023 Euro-Mediterranean Human Rights Monitor Se estimó que habían muerto 2353 militantes (basándose en un total de víctimas de 30 034 y 27 681 víctimas civiles). El 19 de febrero de 2024, un funcionario de Hamás dijo a Reuters que 6000 de sus militantes habían fallecido, pero un segundo funcionario de Hamás negó esta cifra en una entrevista con la BBC. Hamás también emitió un comunicado oficial negando la cifra de 6000 milicianos fallecidos. También el 19 de febrero, las FDI afirmaron que habían matado a 12 000 militantes hasta ese momento. Las FDI no confirmaron esa cifra a la BBC, pero en dos respuestas separadas dijeron que la cifra es «aproximadamente 10 000» y «más de 10 000» y la embajada de Israel en Londres dio una cifra similar. El 7 de abril, las FDI dijeron que más de 13 000 agentes de Hamás y sus aliados habían sido asesinados por Israel en Gaza en los combates (aunque un comunicado de prensa de las FDI indicó más de 12 000), además de los 1000 muertos el 7 de octubre. Las FDI dijeron que estas muertes incluyeron a cinco comandantes de brigada de Hamás o equivalente, veinte comandantes de batallón y más de cien comandantes de compañía o equivalente.
El escritor indio Omair Ahmad cuestionó, en un artículo en la revista The Wire, la capacidad de las FDI para contar las bajas de los militantes si no podían distinguir a los civiles de los militares (como en el caso de las FDI que identificaron erróneamente a tres civiles israelíes como militantes palestinos). Algunos observadores creen que Israel simplemente trata a todas las víctimas masculinas adultas como militantes. Otros observadores sostienen que Israel podría estar llegando a cifras infladas de muertes de militantes al incluir a todos los funcionarios públicos como militantes.
BBC Verify pidió repetidamente a las FDI su metodología para registrar las muertes de militantes palestinos, pero las FDI nunca respondieron. BBC Verify intentó contar las muertes de militantes recopilando todos los anuncios de muertes de militantes en el canal oficial de Telegram de las FDI; descubrió que el Ejército israelí habían hecho 160 anuncios de este tipo, sumando un total de 714 muertes de militantes en la Franja de Gaza (al 29 de febrero). BBC Verify también vio los 280 vídeos publicados en el canal YouTube de las FDI sobre las operaciones en Gaza y descubrió que sólo uno de esos vídeos mostraba cadáveres de militantes palestinos.
Un análisis en Al-Jazeera señaló que las propias cifras de las FDI implican que 62 combatientes de Hamás murieron por cada soldado israelí muerto en las operaciones de Gaza. Incluso si sólo la mitad de los militantes murieran en combate, una relación de intercambio de pérdidas constante de 31:1 durante muchos meses sería tan desmoralizadora que los combatientes de Hamás se desmoronarían; sin embargo, mientras Hamás continúa luchando, sus pérdidas deben ser bastante menores de lo afirmado.
En marzo de 2024, Haaretz entrevistó a varios comandantes del ejército israelí permanente y comandantes de reserva que pusieron en duda las cifras oficiales de Israel sobre cuántos «terroristas» habían matado. Muchos de los incluidos en el recuento de combatientes muertos eran simplemente «palestinos que nunca sostuvieron un arma en sus vidas». A finales de abril de 2024, Khalil al-Hayya, un alto funcionario de Hamás, dijo que no más del 20 % de los combatientes de la organización habían fallecidos en los combates.
En enero de 2025, el Jerusalem Post dijo que «los números no cuadran» en lo que respecta a las afirmaciones israelíes sobre las bajas militares de Hamás. En octubre de 2023, las FDI habían estimado que Hamás tenía 25.000 combatientes; en 2024, las FDI afirmaron haber matado entre 17 000 y 20 000 combatientes, herido a otros 14 000 y capturado a 6000. Sin embargo, en enero, dijeron que todavía quedaban entre 12 000 y 23 000 combatientes. Para tratar de cuadrar los números, las FDI revisaron su estimación de octubre de 2023 a 40 000 y dijeron que Hamás debe haber reclutado a miles más.

## Hambruna
La guerra ha provocado una hambruna sin precedentes en la Franja de Gaza, como resultado de los ataques aéreos israelíes y el actual bloqueo de la Franja de Gaza por parte de Israel, que incluye restricciones a la entrada de ayuda humanitaria. 2,2 millones de personas en Gaza sufren ahora inseguridad alimentaria a nivel de emergencia.
Los ataques aéreos han destruido infraestructura alimentaria, como panaderías, molinos y tiendas de alimentos y hay una escasez crítica y generalizada de suministros esenciales debido al bloqueo de la ayuda por parte de Israel. Esto ha causado hambruna a más de medio millón de habitantes de Gaza y es parte de una crisis humanitaria más amplia en la Franja. Se trata del «mayor número de personas que enfrentan hambre catastrófica jamás registrado en la escala del IPC», y se espera que sea la hambruna más intensa provocada por el hombre desde la Segunda Guerra Mundial.
El líder del Programa Mundial de Alimentos (PMA) de las Naciones Unidas expresó que los residentes de Gaza están muriendo de hambre. El alarmante ritmo al que avanza esta crisis de hambre y desnutrición, provocada por el ser humano, se está extendiendo en Gaza es profundamente preocupante. La mitad de la población de Gaza se enfrenta actualmente a condiciones catastróficas y está al borde de la hambruna, una situación nunca antes vista. El Programa Mundial de Alimentos informa que aproximadamente 1,1 millones de personas en Gaza están luchando contra el hambre severa.
Una carta enviada al presidente Joe Biden, a la vicepresidenta Kamala Harris y a otros cargos políticos estadounidense el 2 de octubre de 2024 por 99 trabajadores de la salud estadounidenses que han prestado servicios en la Franja de Gaza desde el 7 de octubre de 2023, utilizando los estándares de la Clasificación Integrada de Fases de Seguridad Alimentaria y los datos disponibles sobre la gravedad de la escasez de alimentos en diferentes partes de Gaza, calculó que había habido al menos 62 413 muertes en Gaza por inanición (la mayoría de ellas niños pequeños) y al menos 5000 muertes por falta de acceso a la atención de enfermedades crónicas. Esta estimación se incluyó en la estimación de muertes indirectas en la guerra en un estudio del Instituto Watson de Asuntos Internacionales y Públicos de la Universidad de Brown.
Según la UNRWA, en los cuatro meses hasta mediados de diciembre de 2024, unos 19.000 niños fueron tratados por desnutrición aguda.

## Extranjeros
| País           | Muertos | Secuestrados | Desaparecidos |
| -------------- | ------- | ------------ | ------------- |
| Estados Unidos | 33      | ?            | 15            |
| Tailandia      | 24      | 16           | 14            |
| Rusia          | 16      | 1            | 8             |
| Francia        | 28      | ?            | 17            |
| Ucrania        | 12      | ?            | 8             |
| Nepal          | 10      | 17           | 1             |
| Argentina      | 7       | ?            | 15            |
| Etiopía        | 7       | 0            | 0             |
| Chile          | 4       | 1            | 0             |
| Rumania        | 4       | 0            | 3             |
| Austria        | 3       | ?            | 2             |
| Bielorrusia    | 3       | ?            | 1             |
| Canadá         | 3       | ?            | 2             |
| China          | 3       | 0            | 2             |
| Filipinas      | 3       | ?            | 3             |
| Perú           | 3       | ?            | 3             |
| Brasil         | 2       | ?            | 1             |
| Colombia       | 2       | ?            | ?             |
| Paraguay       | 2       | ?            | 2             |
| Portugal       | 2       | 0            | 4             |
| Sudáfrica      | 2       | ?            | ?             |
| Reino Unido    | 4       | ?            | 17            |
| Australia      | 2       | ?            | ?             |
| Camboya        | 1       | 0            | 0             |
| Alemania       | 1       | 5            | ?             |
| Honduras       | 1       | ?            | ?             |
| Irlanda        | 1       | ?            | ?             |
| Lituania       | 1       | 0            | 0             |
| España         | 1       | 0            | 0             |
| Polonia        | 1       | 0            | 0             |
| Sri Lanka      | 1       | ?            | 2             |
| Suiza          | 1       | ?            | ?             |
| Turquía        | 1       | 0            | 1             |
| Dinamarca      | 0       | 1            | 0             |
| México         | 0       | 2            | 0             |
| Italia         | ?       | ?            | 3             |
| Tanzania       | ?       | ?            | 2             |

El embajador nepalí en Israel, Kanta Rijal, dijo que al menos siete de sus ciudadanos en el país resultaron heridos en el ataque, y que ellos, junto con otros diez, fueron mantenidos cautivos por Hamás en una granja agrícola en Alumim.  La embajada nepalí confirmó más tarde que 10 estudiantes nepalíes murieron durante el ataque en el área del kibutz Alumim. Los medios de comunicación israelíes también informaron que trabajadores migrantes de Tailandia y Filipinas también fueron capturados por militantes palestinos. El Ministerio de Asuntos Exteriores tailandés confirmó más tarde que doce de sus ciudadanos murieron durante el ataque palestino, mientras que otros 8 resultaron heridos y once fueron capturados por los militantes.  La embajada filipina también confirmó que dos filipinos resultaron heridos en los ataques, y las autoridades confirmaron los informes de filipinos cautivos por parte de Hamás. Ocho filipinos fueron rescatados por las FDI, mientras que un subsecretario de Asuntos Exteriores dijo que entre cinco y seis filipinos estaban en paradero desconocido.
La ciudadana germano-israelí Shani Louk fue asesinada mientras asistía al festival de música en Reim; circuló por Internet un vídeo en el que se ve a varios palestinos exhibiendo su cuerpo casi desnudo en un automóvil y, según los informes, su tarjeta de crédito se utilizó posteriormente en Gaza. Se informó que varios otros ciudadanos alemanes se encontraban entre los secuestrados por los militantes. Al menos diez ciudadanos británicos fueron reportados como muertos o desaparecidos, incluido un asistente al festival de música.  Se confirmó que dos ucranianos, un estudiante camboyano, una mujer chilena y dos ciudadanos franceses habían sido asesinados por Hamás. Al menos nueve estadounidenses murieron durante los ataques, con informes de más desaparecidos y cautivos retenidos en Gaza. La Secretaría de Relaciones Exteriores de México informó que se presumía que dos ciudadanos mexicanos habían sido tomados como rehenes por Hamás. Un ciudadano brasileño resultó herido y tres fueron reportados como desaparecidos. Un cuidador indio resultó herido por una descarga de cohetes en Ascalón.  Se reportó el fallecimiento de dos paraguayos durante el ataque palestino. El ministro de Asuntos Exteriores español, José Manuel Albares, dijo que dos españoles fueron atacados sin especificar su condición. El 8 de octubre la cancillería colombiana confirmó cómo desaparecida a una pareja colombiana en Israel identificados como Ivonne Rubio y Antonio Macias, el 11 de octubre se encontró sin vida a Ivonne y un día después a Antonio.
El 10 de octubre del 2023, la Cancillería del Perú confirmó la muerte de dos ciudadanos peruanos: Brando Flores (reservista de las IDF) y Daniel Levi a manos de milicias palestinas de Hamás el 7 de octubre y el 21 de octubre del 2023, confirmó la muerte de la ciudadana peruana Margit Shnaider el 7 de octubre del 2023.[cita requerida]
El 11 de octubre el Gobierno español confirmó el fallecimiento de Maya Villalobo, una ciudadana hispano-israelí que durante el ataque de Hamás se encontraba haciendo el servicio militar en la base de Nahal Oz. El 8 de noviembre, el Gobierno de Israel confirmó la muerte del español Iván Illarramendi y de su esposa, la chilena Loren Garcovich. El matrimonio fue asesinado por Hamás durante el ataque del 7 de octubre y en ningún momento estuvieron secuestrados, como inicialmente se había afirmado.

## Palestinos encarcelados en Israel
Miles de palestinos que trabajaban en Israel en vísperas de la guerra han desaparecido. Los grupos de derechos humanos creen que han sido objeto de arrestos masivos por parte de Israel, pero Israel se ha negado a revelar los nombres de aquellos a quienes mantienen detenidos. Según testimonios obtenidos por HaMoked y Al-Jazeera, algunos de estos prisioneros han sido golpeados por soldados israelíes y se les ha negado el acceso para contactar con la Cruz Roja.
Ocho de estos trabajadores entrevistados por CNN denunciaron haber sido torturados, incluido haber sido desnudados y golpeados «brutalmente», incluido un relato de electrocución. Un prisionero informó que; «Nos quebraron y nos golpearon con porras y palos de metal... nos humillaron... nos hicieron morir de hambre, sin comida ni agua», mientras que otro afirmó que «algunas personas murieron en el camino hacia aquí porque fueron golpeadas y sometidas a descargas eléctricas». Los trabajadores entrevistados finalmente fueron devueltos a Gaza el 4 de noviembre. Al menos seis organizaciones de derechos humanos en Israel han presentado una petición ante el Tribunal Superior de Israel argumentando que estas detenciones carecían de autoridad legal y fundamento legal. Amani Sarahneh, de la Sociedad de Prisioneros Palestinos, y Dror Sadot, de B'Tselem, describieron el problema como sistémico, y Sadot respondió: «Hemos estado investigando esto durante muchos años: el sistema militar de aplicación de la ley funciona como un mecanismo de encubrimiento sin casi ninguna acusación», dijo. «Entonces dirán 'esas son la excepción, no la regla', pero si continúa la impunidad de los soldados –y no sólo de los soldados sino también de la política misma– cuando nadie rinde cuentas, por supuesto, las cosas simplemente continuarán»

## Reacciones
Debido al gran porcentaje de niños y civiles muertos durante la campaña de bombardeos de las FDI en Gaza, Israel fue acusado de cometer crímenes de guerra. Hamás también fue acusado de cometer crímenes de guerra durante su ataque del 7 de octubre contra Israel. Sudáfrica acusó a Israel de cometer genocidio en un caso ante la Corte Internacional de Justicia. En una serie de fallos preliminares, el tribunal concluyó que Israel está cometiendo «plausiblemente» genocidio en Gaza.  El analista político sénior de Al Jazeera, Marwan Bishara, argumentó que la campaña militar de Israel tenía como objetivo «eliminar cualquier cosa que camine o respire en Gaza».